# Volkswagen Group MQB (платформа)
Платформа Volkswagen Group MQB — стратегія компанії щодо спільного модульного проектування автомобілів із поперечним розташуванням двигуна та переднім приводом (додаткове компонування з переднім двигуном і повним приводом). Вперше вона була представлена у Volkswagen Golf Mk7 наприкінці 2012 року. Volkswagen витратив приблизно 8 мільярдів доларів на розробку цієї нової платформи та автомобілів, які її використовують. Платформа лежить в основі широкого спектру автомобілів від класу суперміні до класу SUV середнього розміру. MQB дозволяє Volkswagen збирати будь-який зі своїх автомобілів на основі цієї платформи на всіх заводах, готових до MQB. Це дозволяє групі Volkswagen гнучко переміщувати виробництво між різними заводами. Починаючи з 2012 року, Volkswagen Group продавала стратегію під кодовою назвою MQB, що означає Modularer Querbaukasten, що перекладається з німецької мови як «Modular Transversal Toolkit» або «Modular Transversal Matrix». MQB — це одна стратегія в рамках загальної програми VW MB (Modularer Baukasten або модульна матриця), яка також включає подібну стратегію MLB для транспортних засобів із поздовжньою орієнтацією двигуна.

## Моделі на основі MQB
Моделі MQB варіюються від суперміні до великих сімейних автомобілів. Архітектура MQB замінює платформи PQ25, PQ35 і PQ46.
Усі автомобілі MQB матимуть однакову передню вісь, педальний короб і положення двигуна, незважаючи на різну колісну базу, колію та зовнішні розміри.

### MQB першого покоління (2012)
Платформа MQB «першого покоління» лежить в основі різних автомобілів від C-сегменту і вище.
- Audi A3 Mk3 (2013–2020)[2]
- Audi Q2 (2016–по теперішній час)[6]
- Audi TT Mk3 (2014–по теперішній час)[7]
- SEAT León Mk3 (2012–2020)[8]
- Škoda Octavia Mk3 (2012–2020)[9]
- Škoda Superb Mk3 (B8) (2015–по теперішній час)[10]
- Volkswagen Arteon/CC (2017–по теперішній час)[11]
- Volkswagen Atlas/Teramont (2017–по теперішній час)[5]
  - Atlas Cross Sport / Teramont X (2019–сьогодні)
- Volkswagen Golf Mk7 (2012–2020)[2]
- Volkswagen Golf Sportsvan (2014–2020)
- Volkswagen Lamando (2014–2022)[12]
- Volkswagen Passat/Magotan (B8) (2014–по теперішній час)[13]
- Volkswagen Passat (лише для Китаю) (2018–тепер)[14]
- Volkswagen Polo Mk5 (6C) (2015-наш час)
- Volkswagen Touran Mk2 (2015–по теперішній час)[2]
- - Audi A3
  - Audi Q2
  - SEAT León
  - Škoda Octavia
  - Škoda Superb
  - Volkswagen Atlas
  - Volkswagen Golf
  - Volkswagen Touran
  - Volkswagen Passat

### Друге покоління MQB (MQB Axe; 2016)
MQB «другого покоління» дебютував у 2016 році, який також представляє три різні типи платформи, згруповані за розміром/сегментом. Введення категорії MQB A0 дозволяє використовувати платформу на менших і дешевших автомобілях у сегменті B.

#### MQB A0

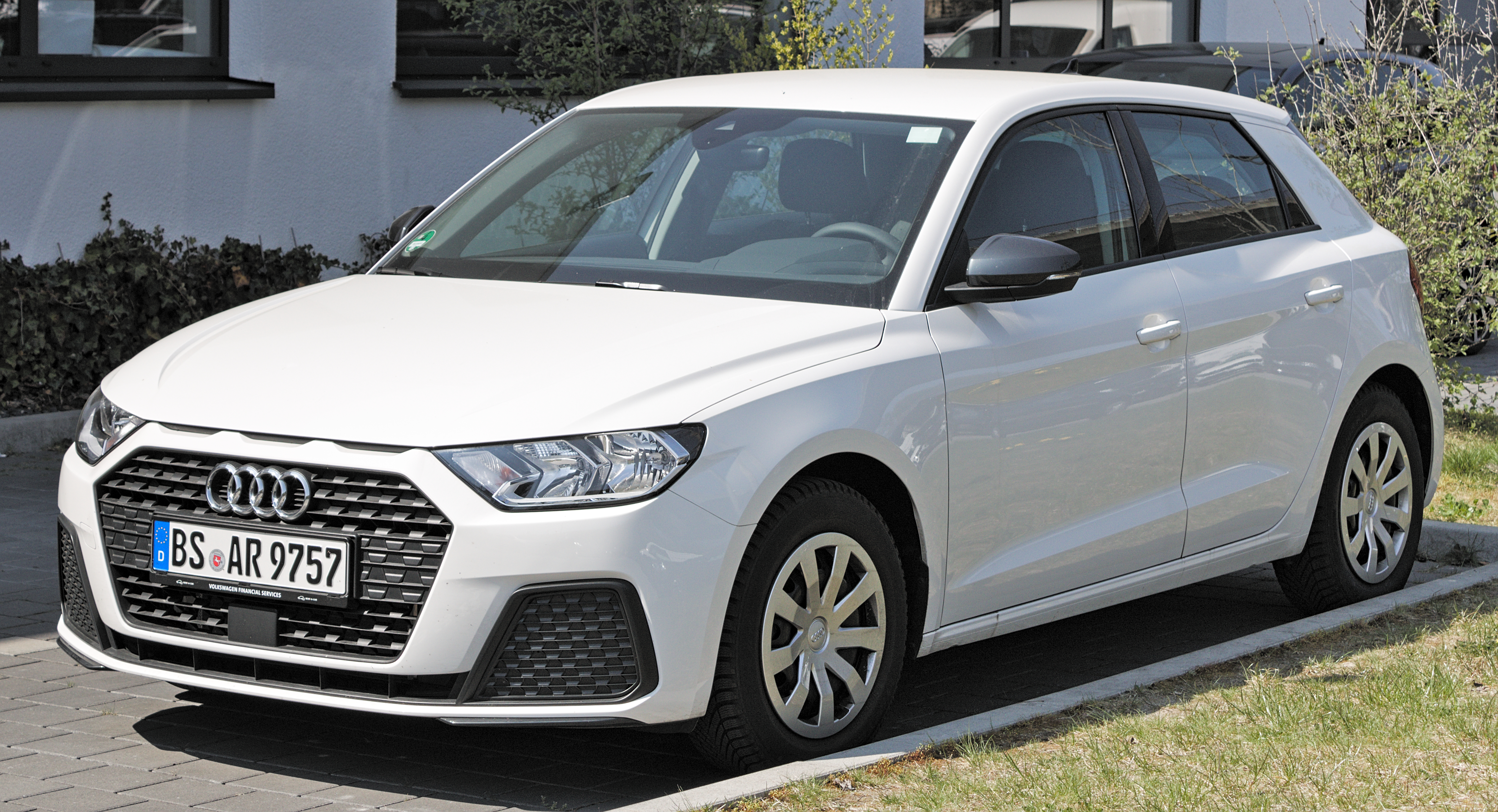
Audi A1 Mk2 (2018–по теперішній час)
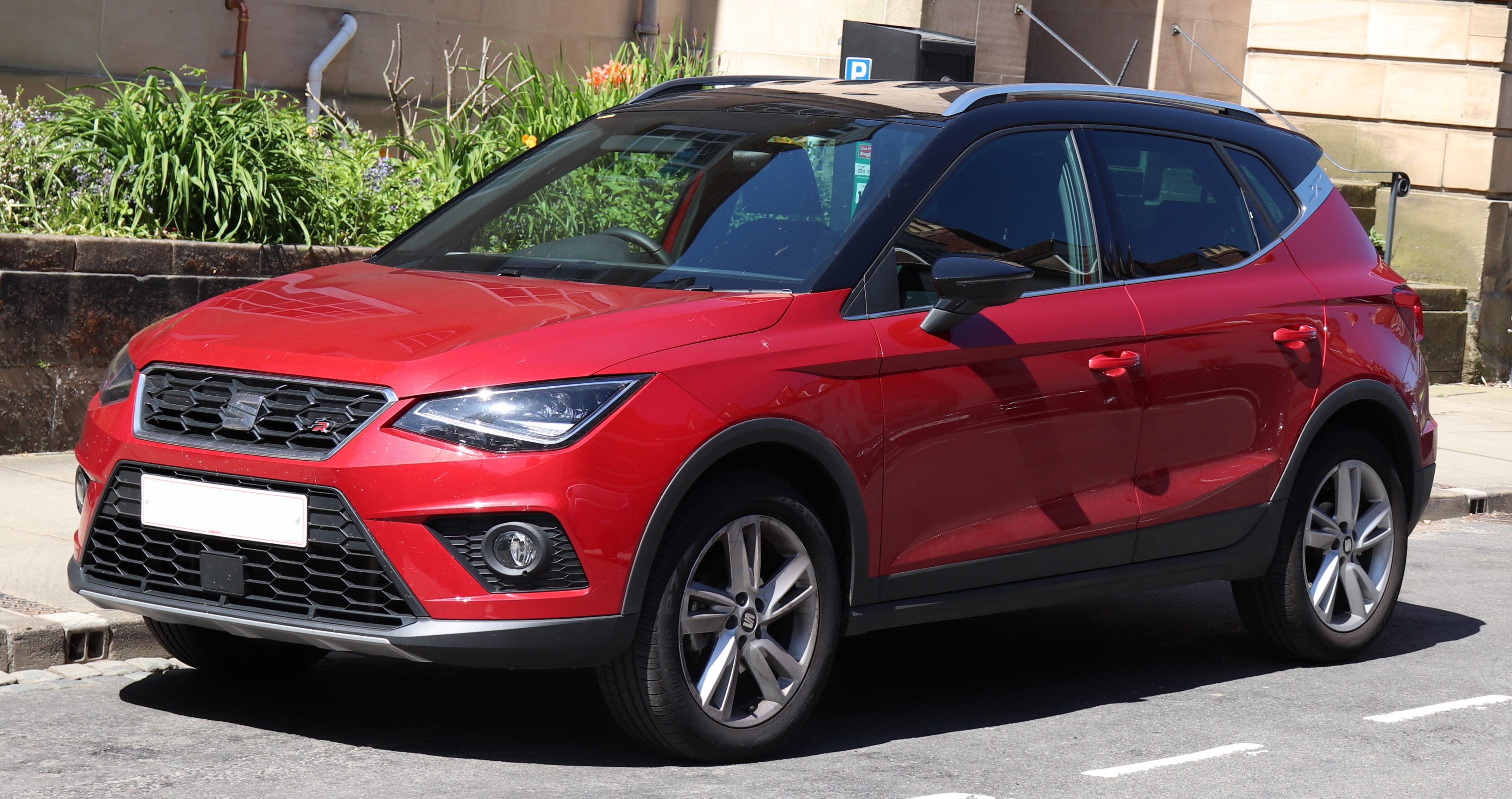
SEAT Arona (2017–по теперішній час)
- SEAT Ibiza Mk5 (2017–по теперішній час)[16]
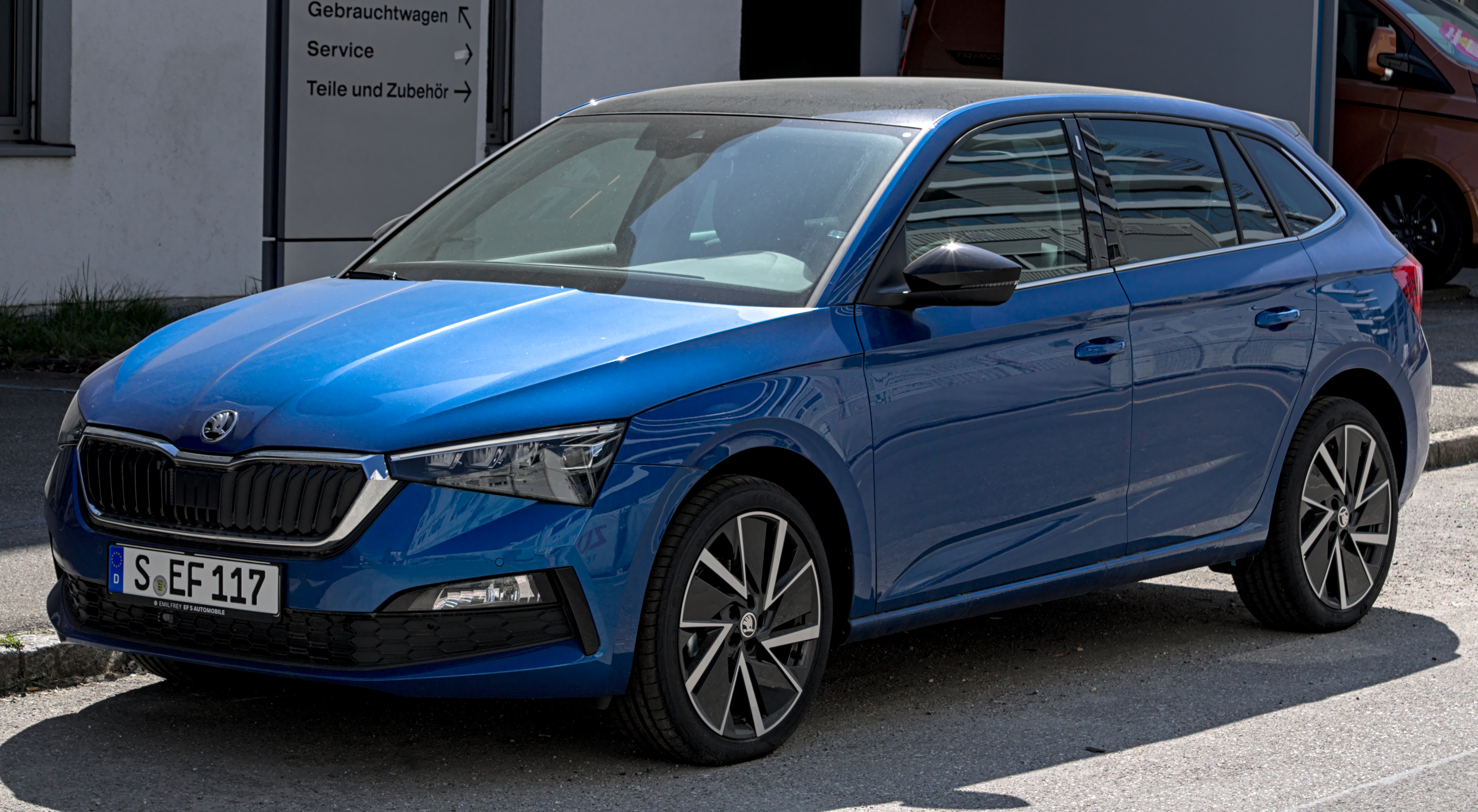
Škoda Kamiq (глобальний) (2019–тепер)
- Škoda Scala (2019–по теперішній час)[19]
- Škoda Fabia Mk4 (2021–тепер)[20]
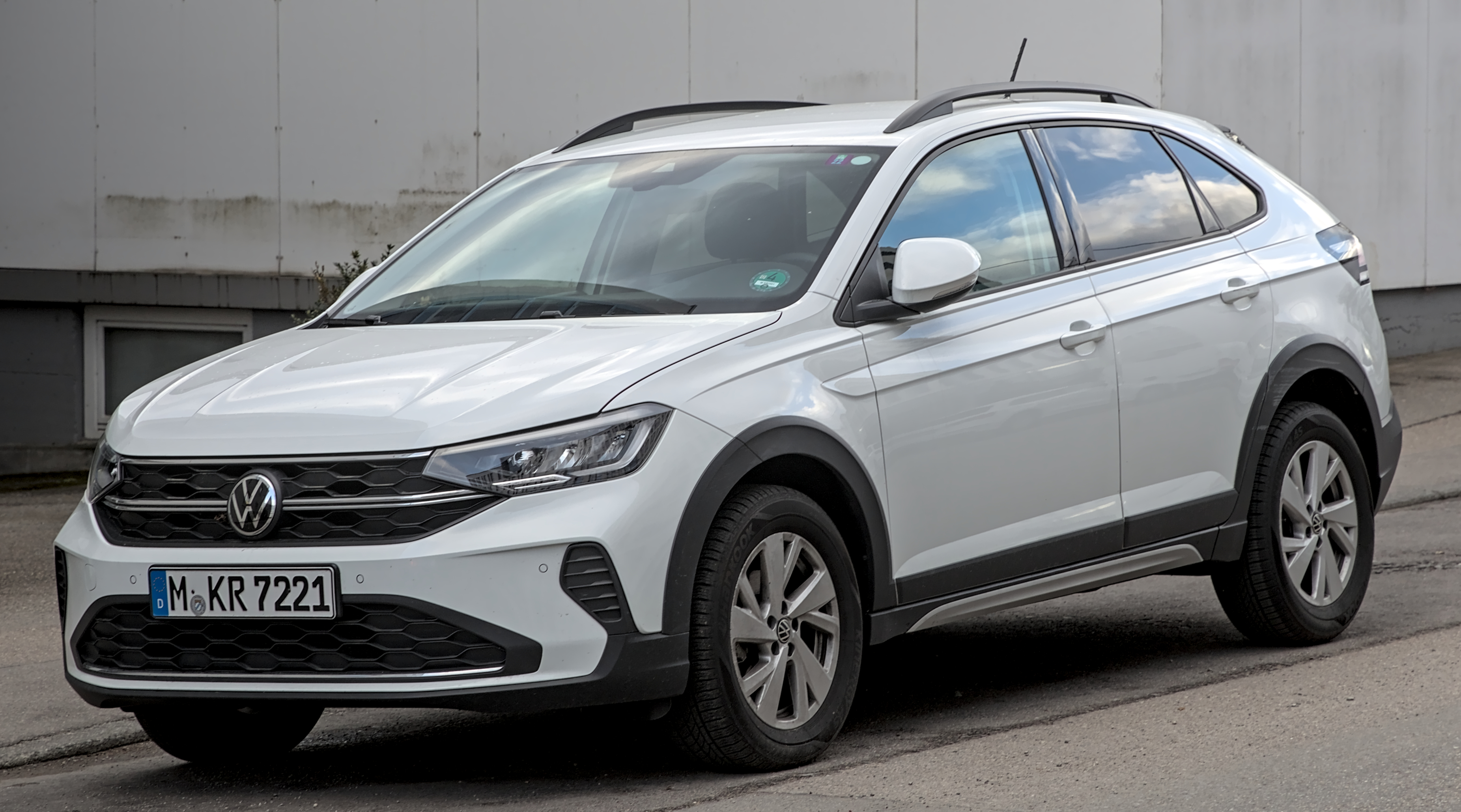
Volkswagen Nivus/Taigo (2020–до теперішнього часу)
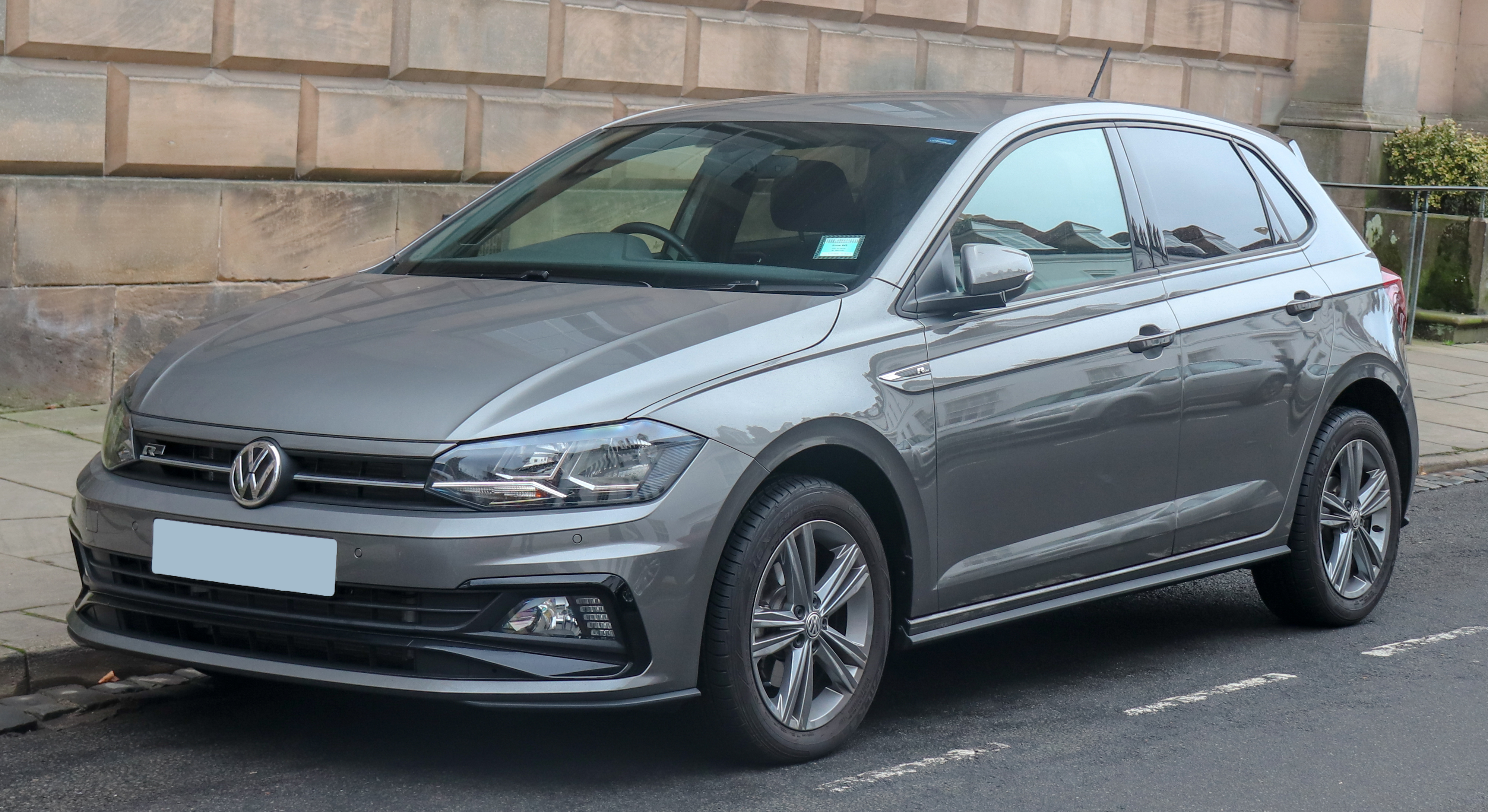
Volkswagen Polo Mk6 (2017–по теперішній час)
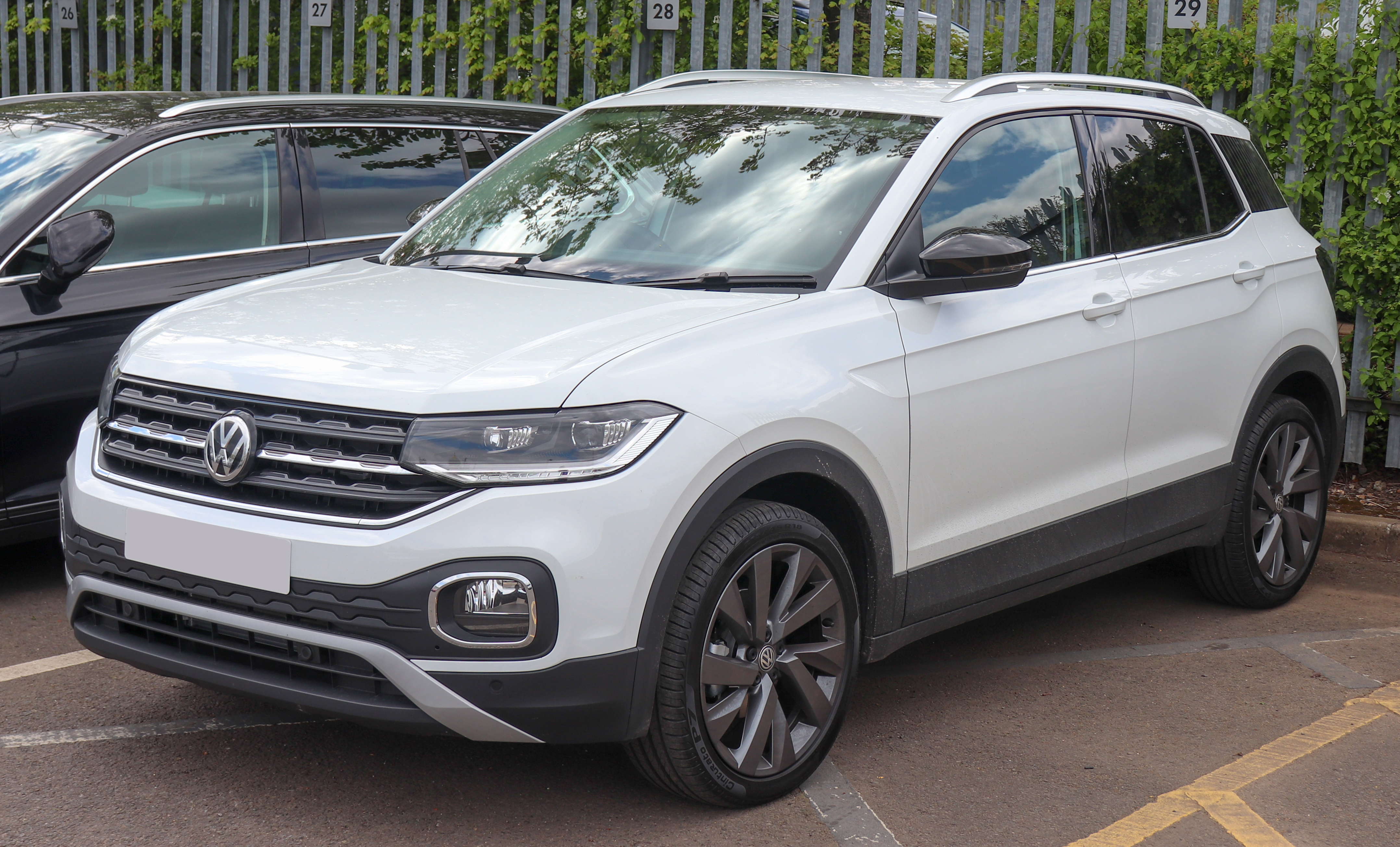
Volkswagen T-Cross/Tacqua (2019–по теперішній час)
- Volkswagen Virtus / Lavida XR (2018–по теперішній час)[24][25]
- - Audi A1
  - SEAT Arona
  - Škoda Scala
  - Volkswagen Taigo
  - Volkswagen Polo
  - Volkswagen T-Cross

##### MQB A0 IN
Недорогий варіант платформи A0 для індійського ринку був представлений у 2019 році та використовувався для автомобілів, випущених з 2021 року
- Škoda Kushaq (2021–дотепер)[28]
- Škoda Slavia (2021–по теперішній час)[29]
- Volkswagen Virtus / Polo Sedan (2022–тепер)

#### MQB A1

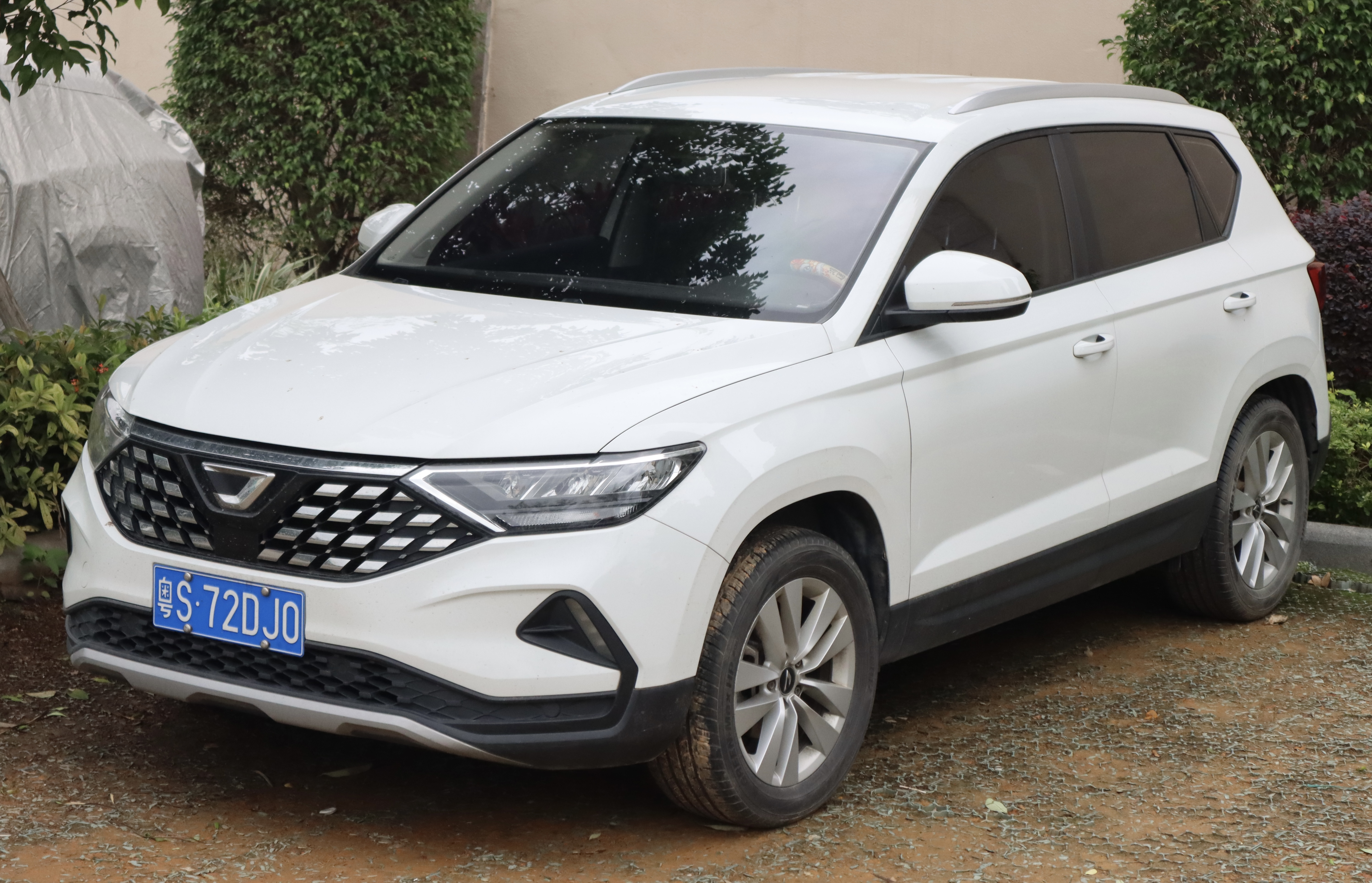
Jetta VS5 (2019–по теперішній час)
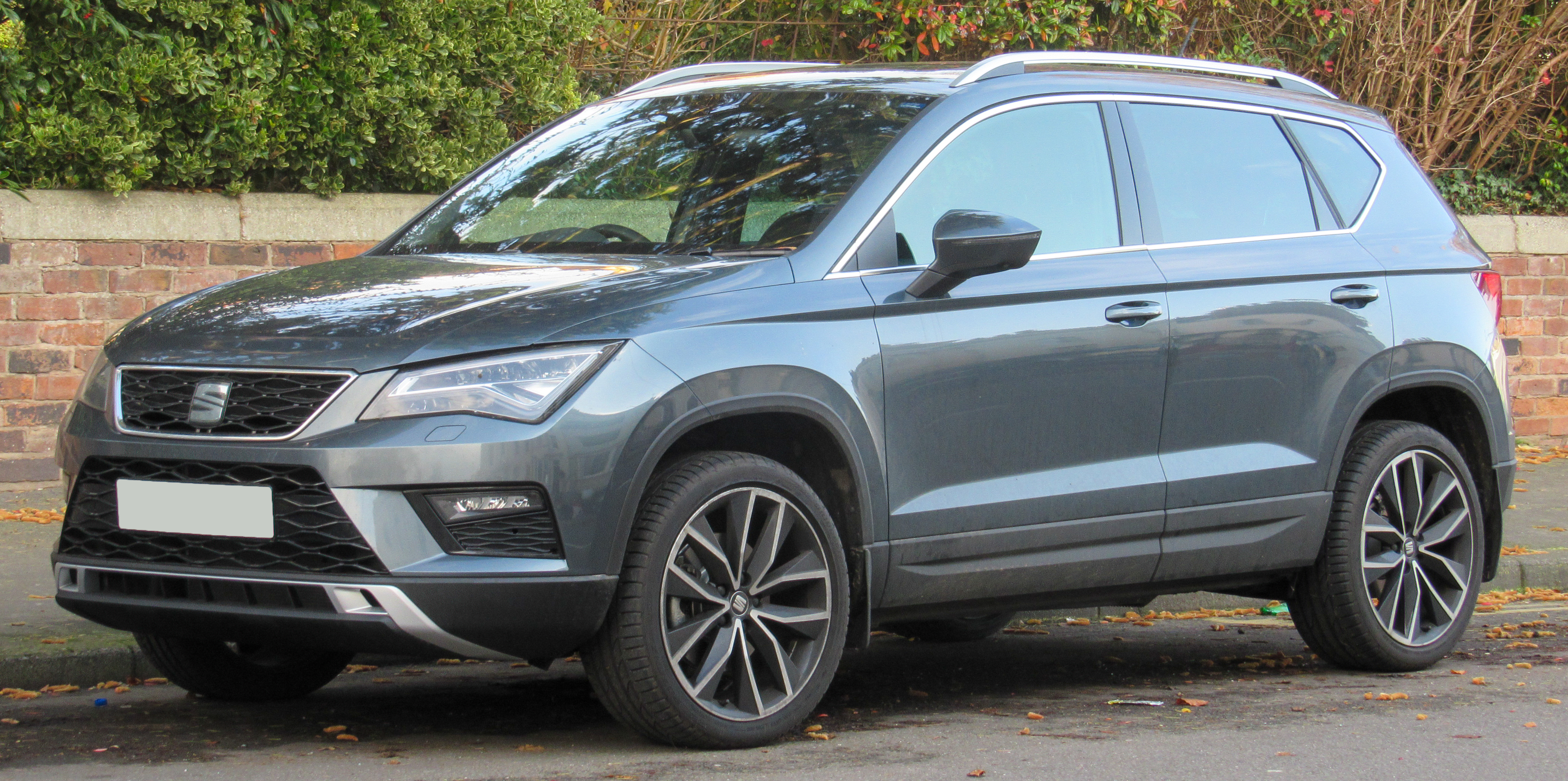
SEAT Ateca (2016–по теперішній час)
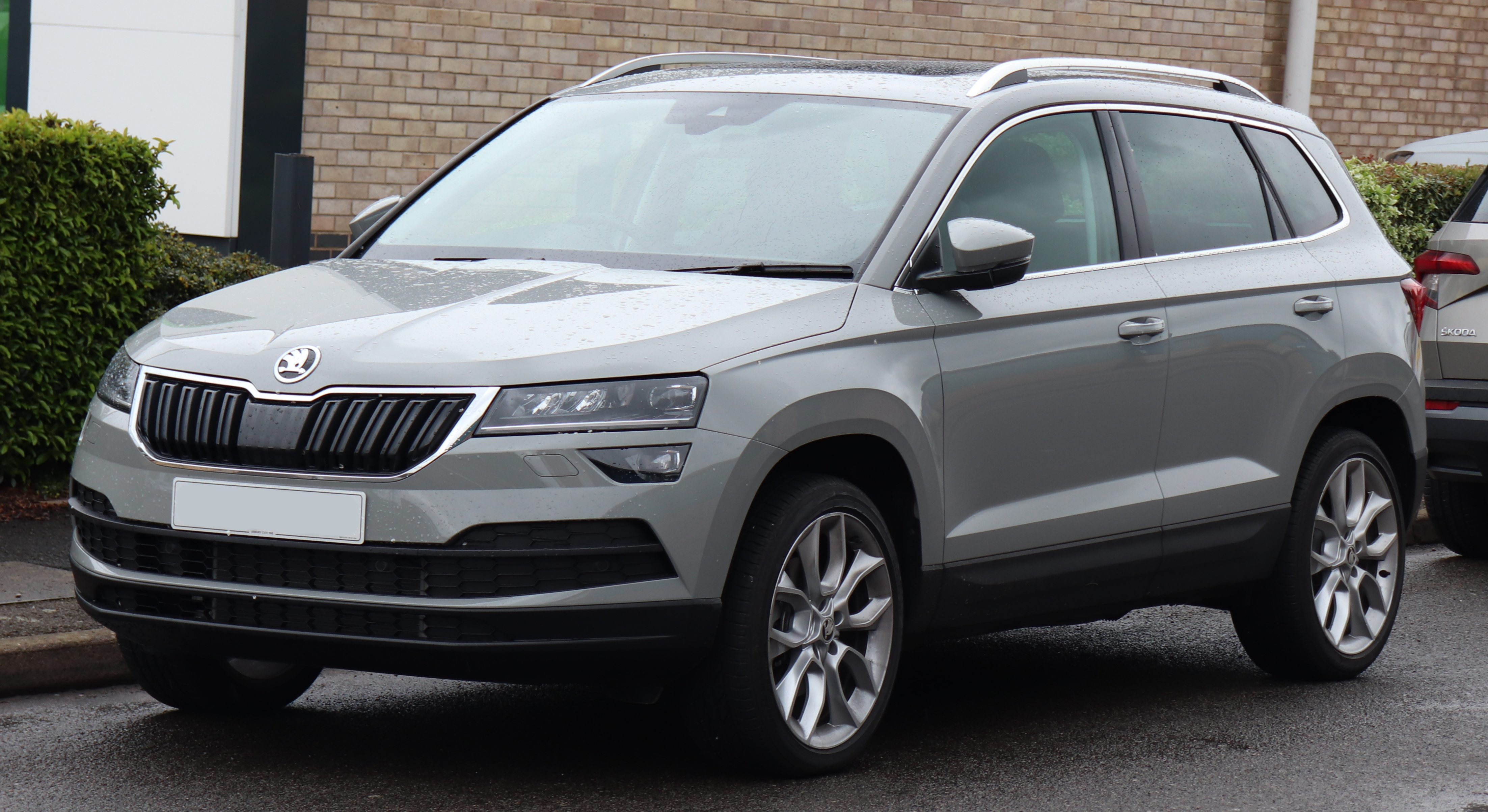
Škoda Karoq (2017–по теперішній час)
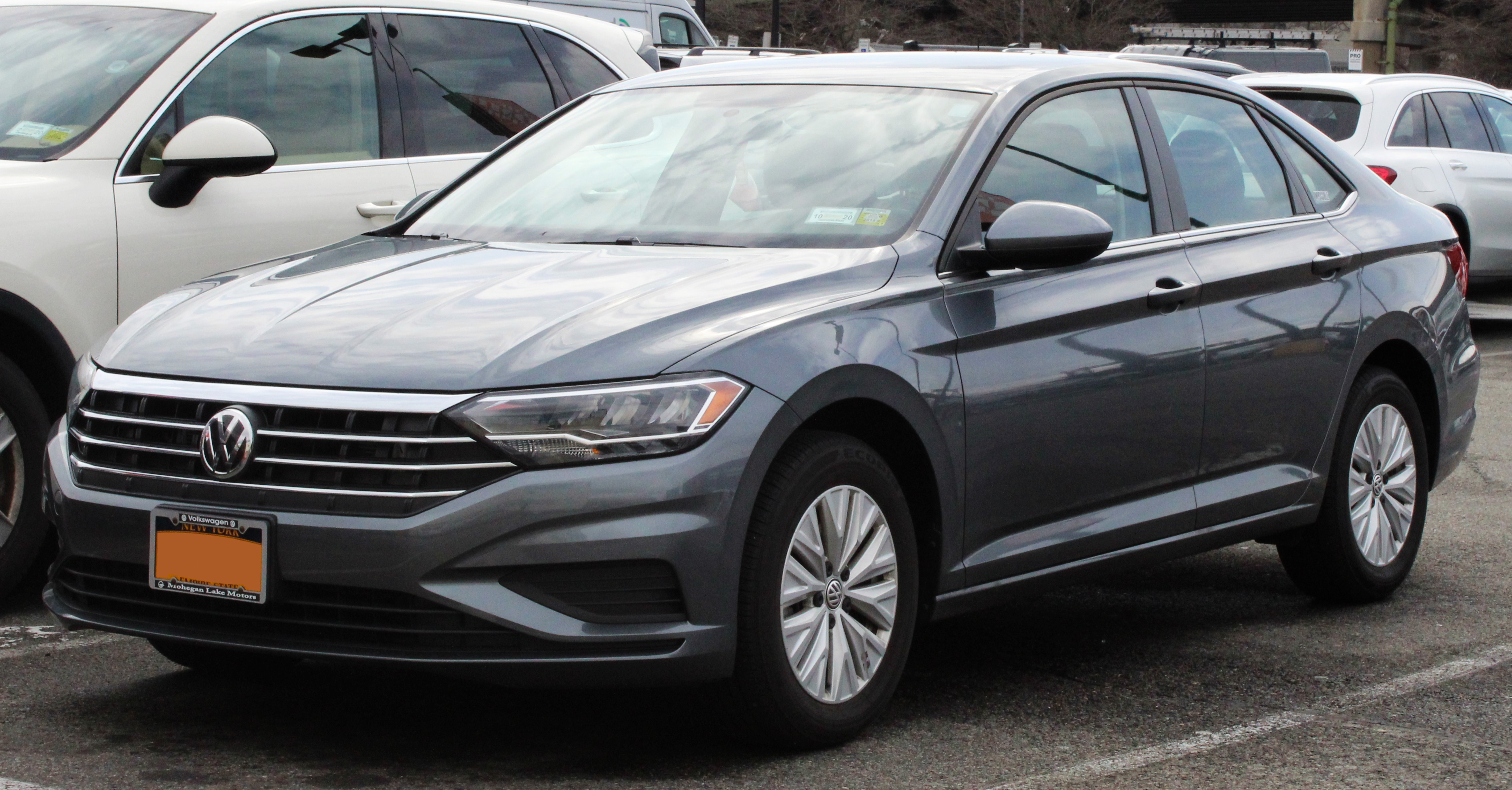
Volkswagen Bora Mk4 (2018–по теперішній час)
- Volkswagen Jetta/Sagitar/Vento Mk7 (2018–по теперішній час)[34]
- Volkswagen Lavida Mk3 (2018–по теперішній час)[33]
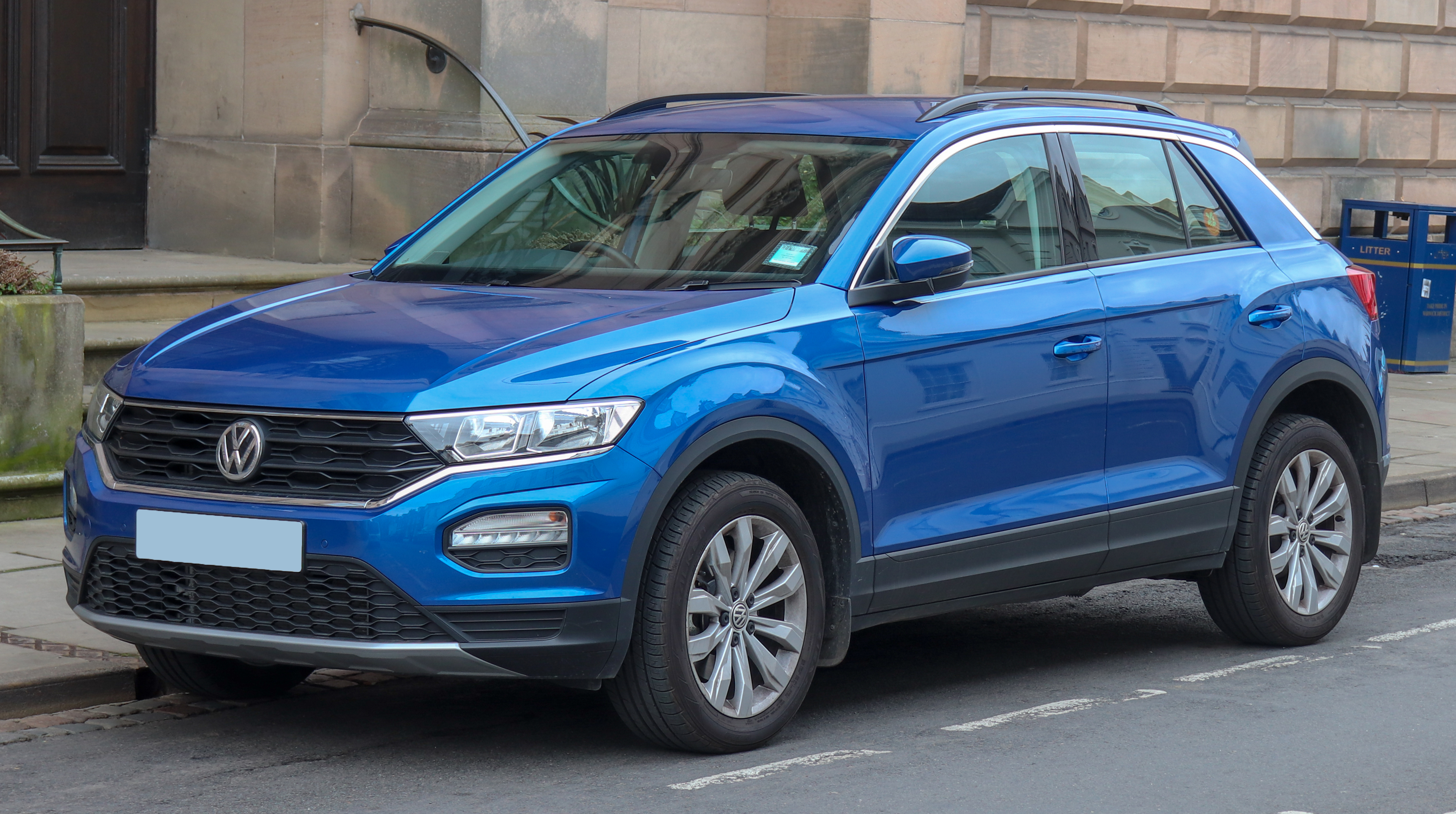
Volkswagen T-Roc (2017–по теперішній час)
  - T-Roc Cabriolet (2020–тепер)
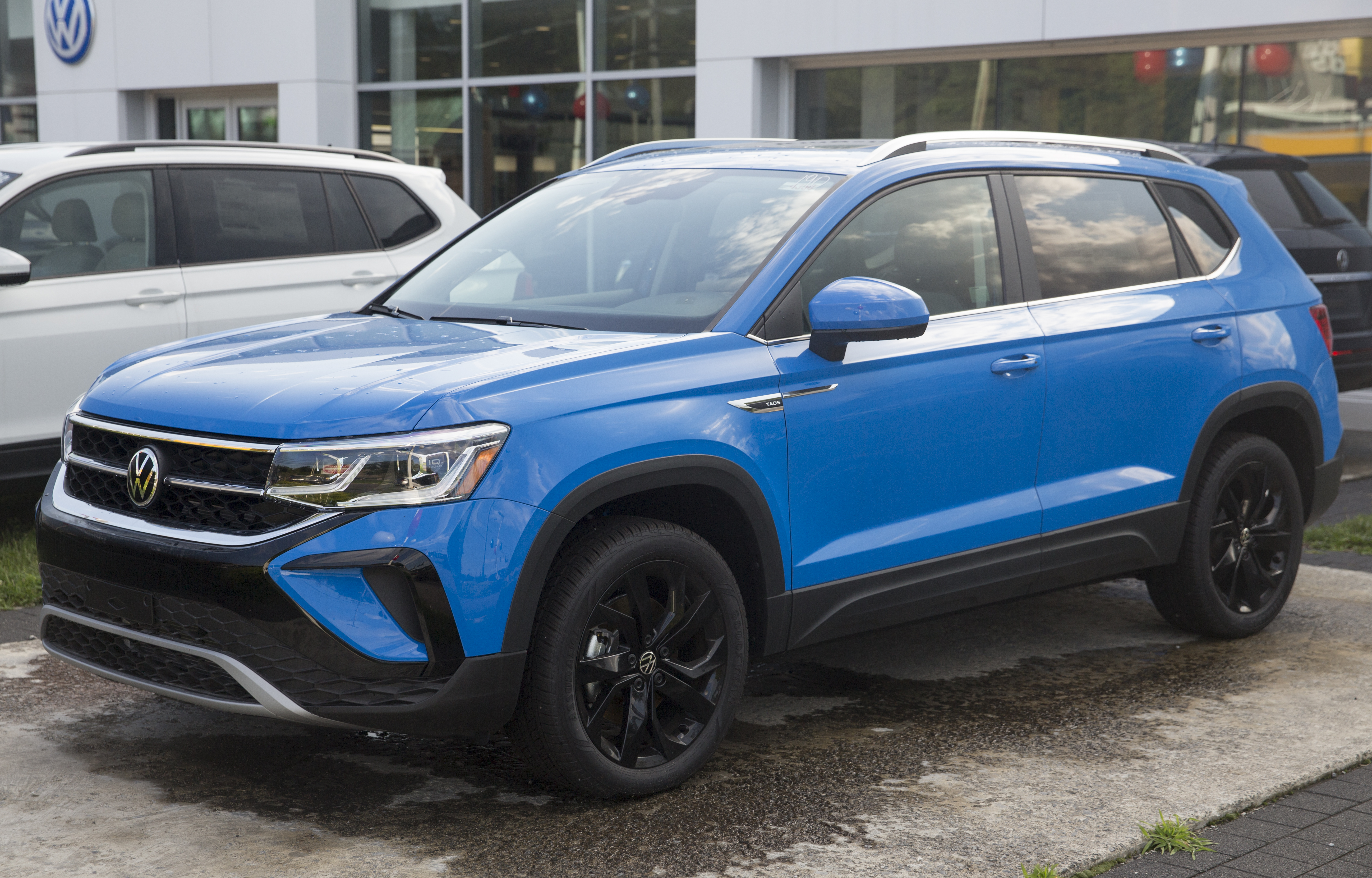
Volkswagen Taigun/T-Cross (2021–тепер)
- Volkswagen Taos / Tharu (2018–тепер)[37]
- - Jetta VS5
  - SEAT Ateca
  - Škoda Karoq
  - Volkswagen Jetta
  - Volkswagen T-Roc
  - Volkswagen Taos

#### MQB A2

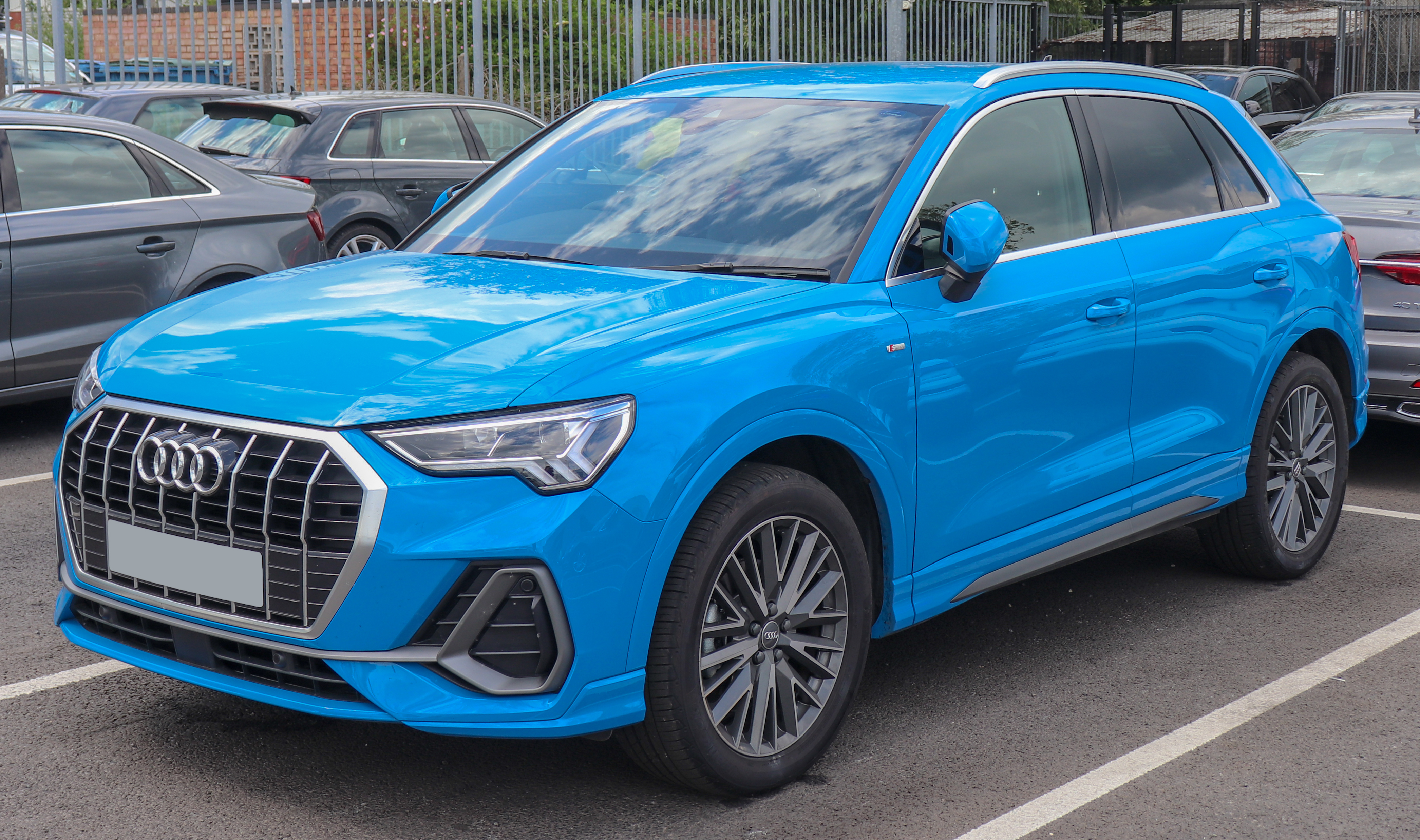
Audi Q3 Mk2 (2018–по теперішній час)
  - Audi Q3 Sportback (2019–по теперішній час)[5]
- Jetta VS7 (2020–тепер)[38]
- SEAT Tarraco (2018–по теперішній час)[39]
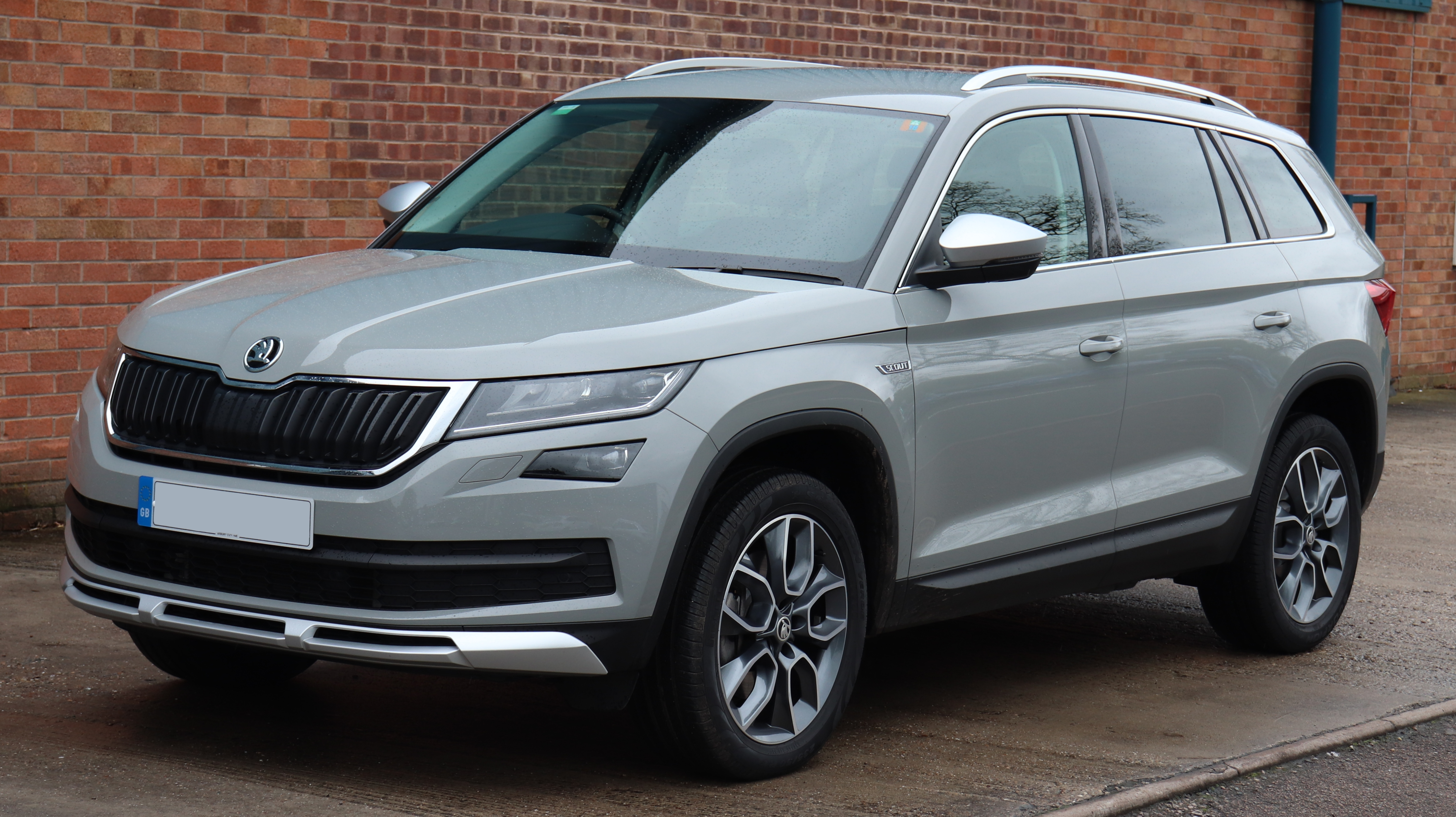
Škoda Kodiaq (2016–тепер)
  - Kodiaq GT (2018–теперішній час)
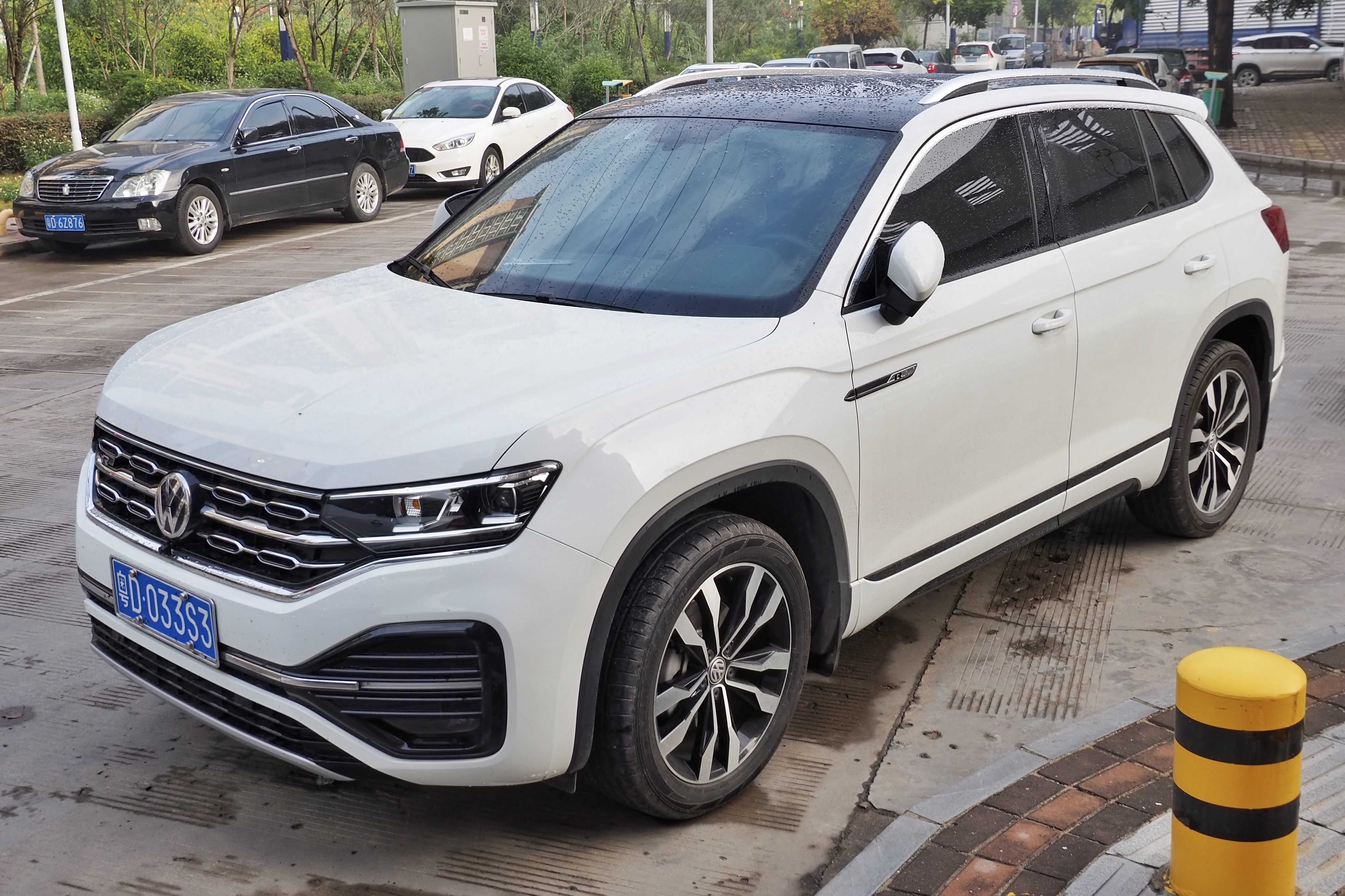
Volkswagen Tayron (2018–по теперішній час)
  - Tayron X (2020–тепер)
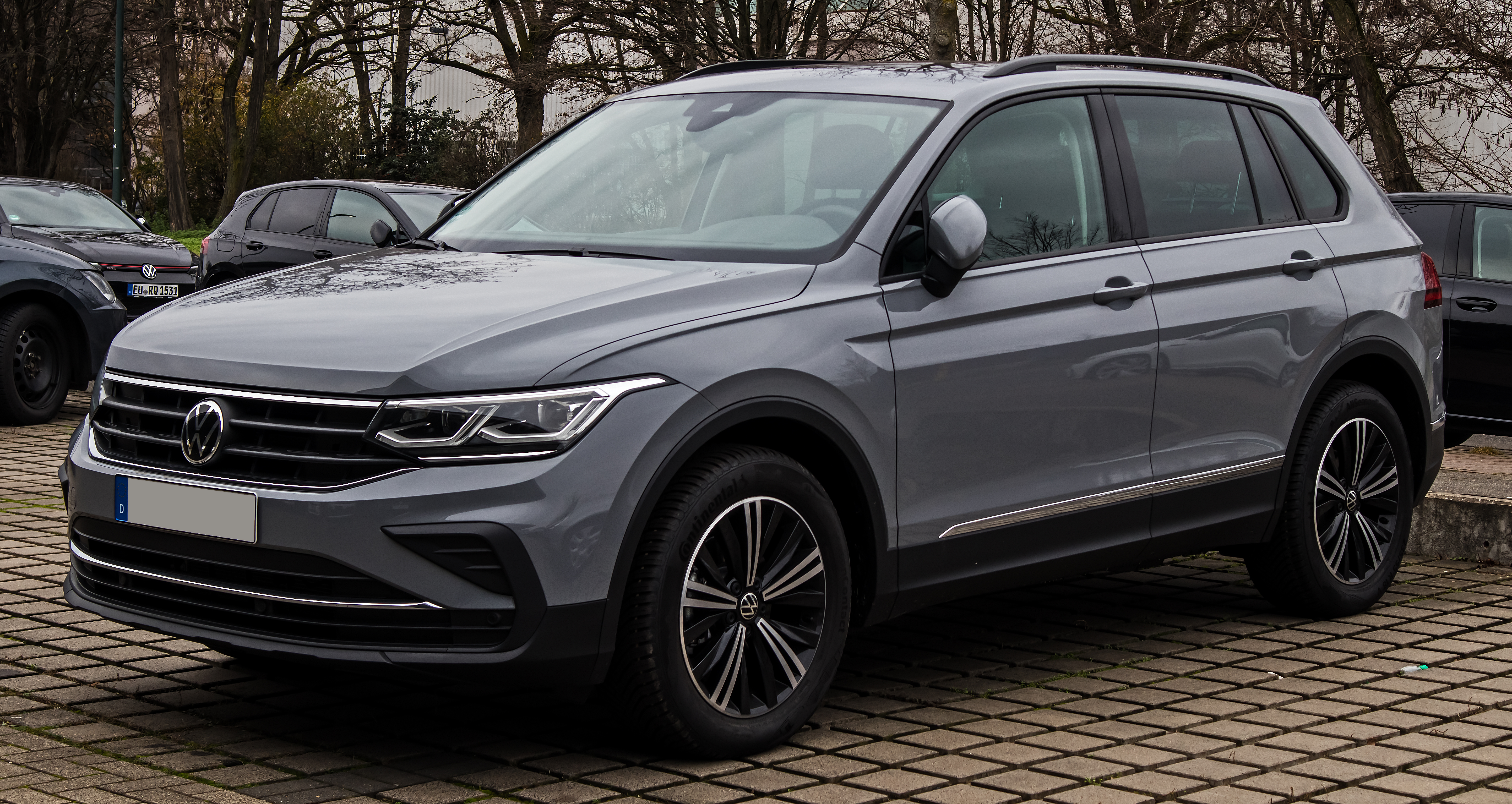
Volkswagen Tiguan Mk2 (2016–по теперішній час)
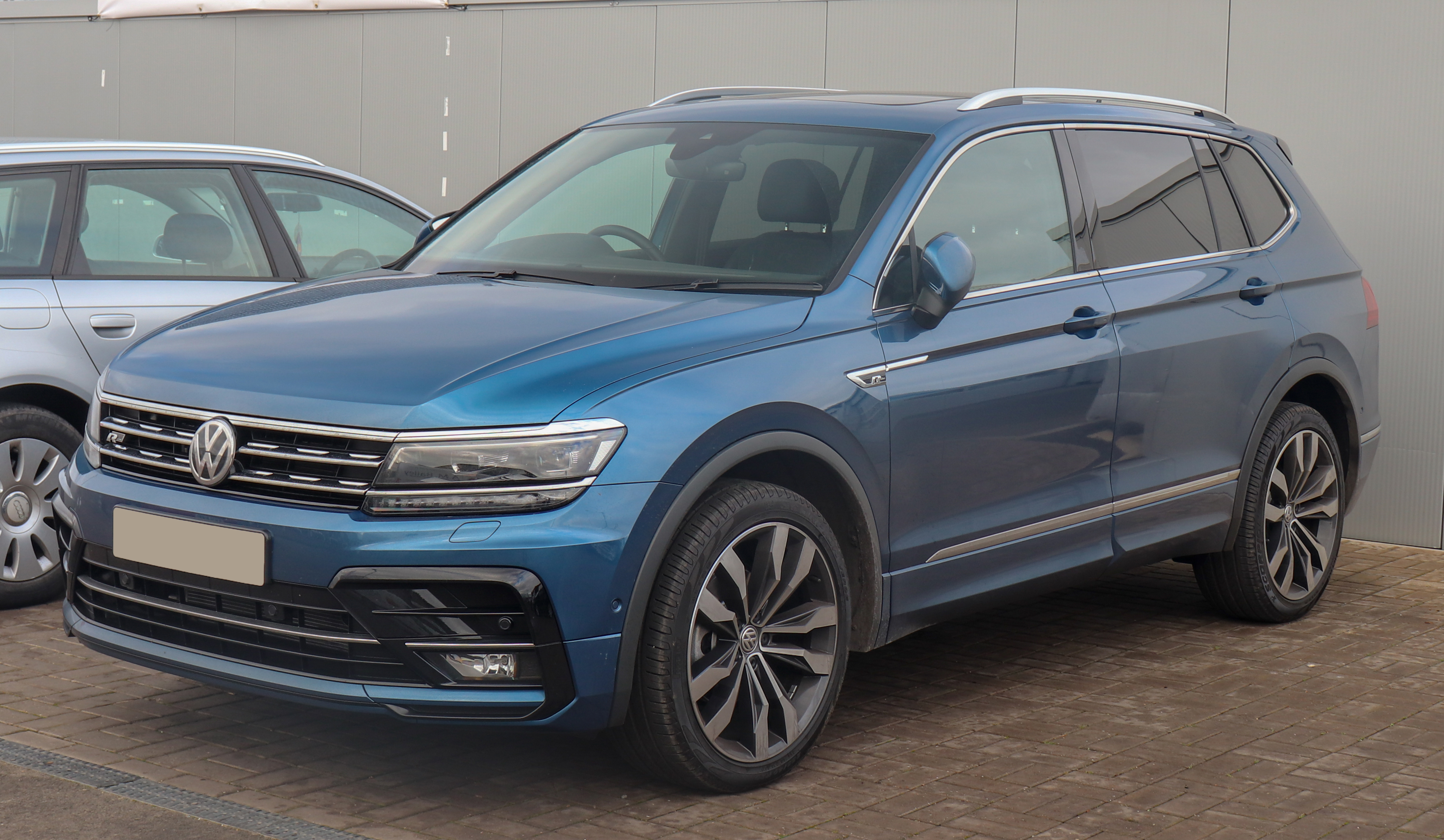
Volkswagen Tiguan Allspace
  - Tiguan Allspace/L (2017–тепер)
  - Tiguan X (2020–теперішній час)
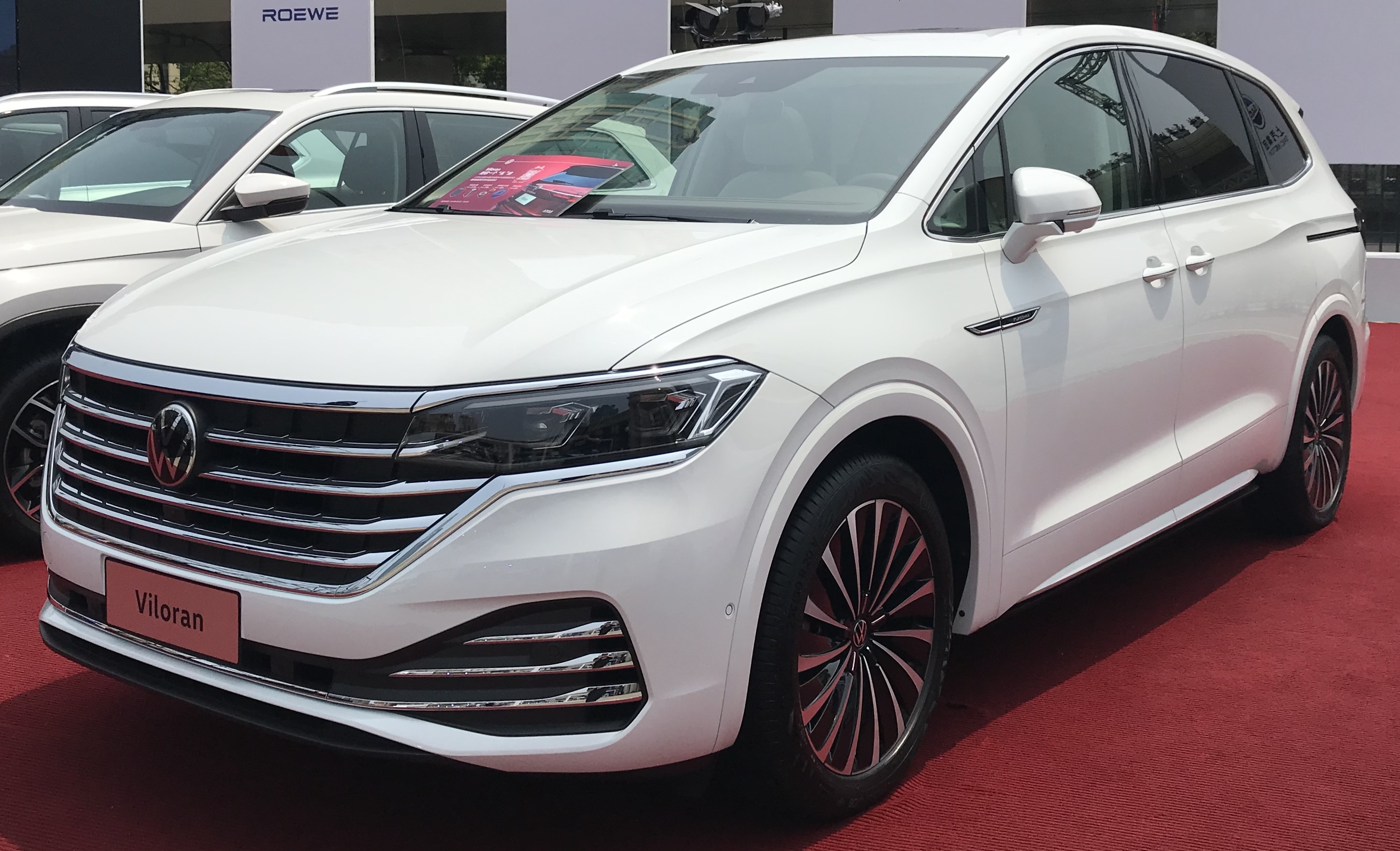
Volkswagen Viloran (2020–тепер)
- - Audi Q3
  - Škoda Kodiaq
  - Volkswagen Tayron
  - Volkswagen Tiguan
  - Volkswagen Tiguan Allspace
  - Volkswagen Viloran

### MQB Evo (2019)

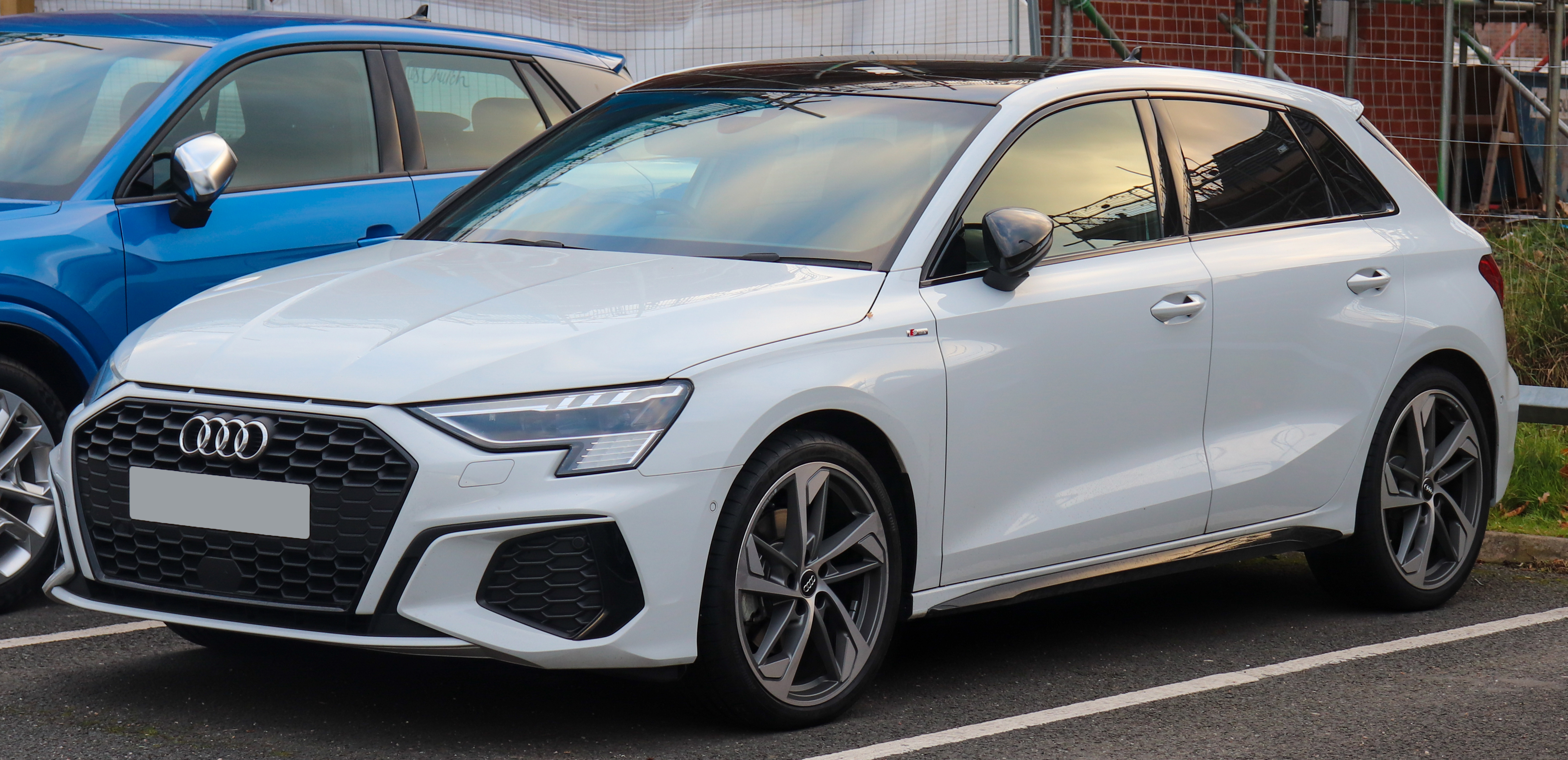
Audi A3 Mk4 (2020–тепер)
- Audi Q6 (2022–тепер)
- SEAT León Mk4 (2020–по теперішній час)[45]
- Škoda Octavia Mk4 (2020–по теперішній час)[46]
- Volkswagen Caddy Mk4 (2020–по теперішній час)[47]
- Volkswagen Golf Mk8 (2019–тепер)[48]
- Volkswagen Multivan (T7) (2022—теперішній час)
- Volkswagen Talagon (2021–по теперішній час)[49]
- Volkswagen Tavendor (2022–тепер)[50]
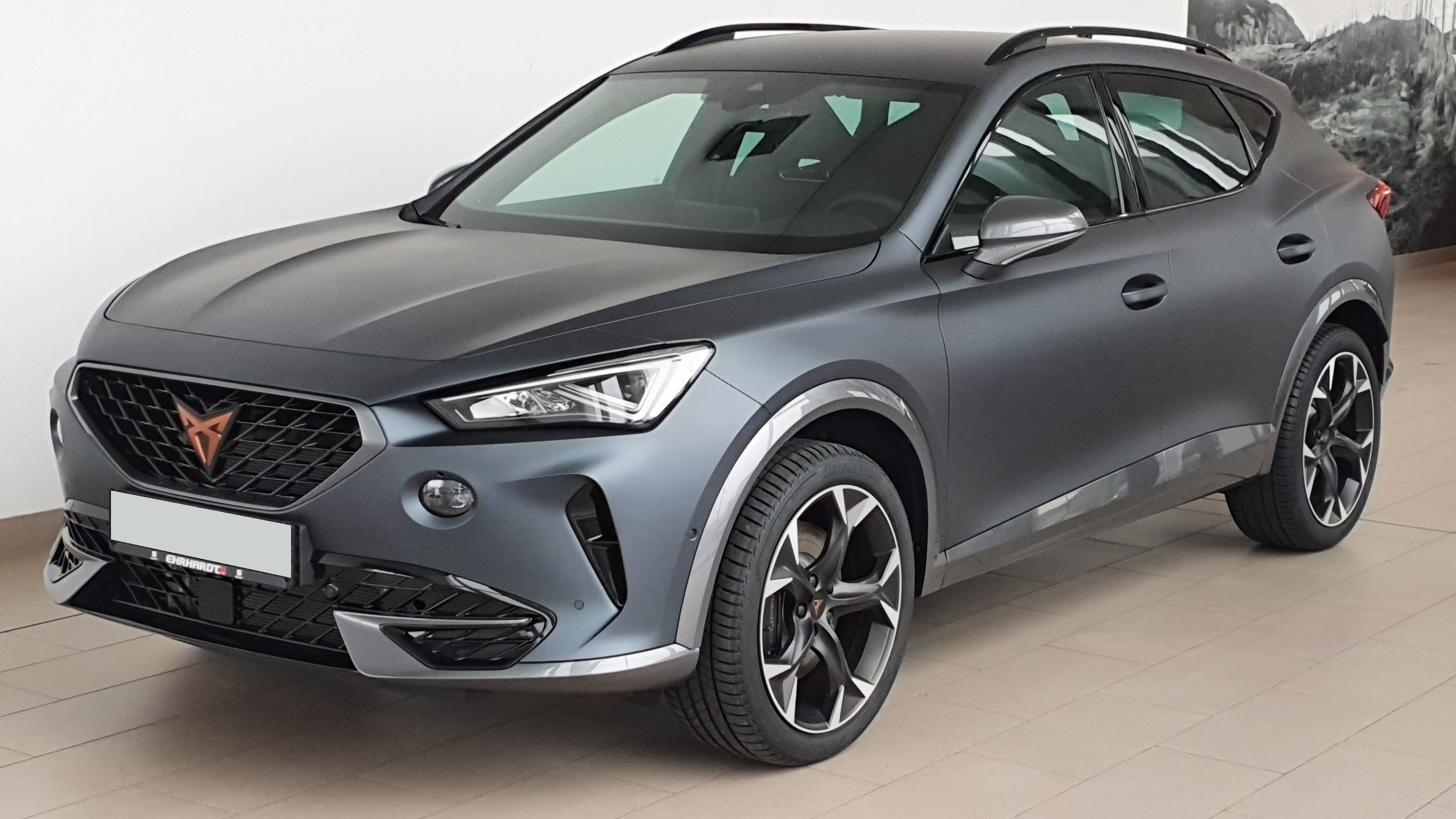
Cupra Formentor (2021–тепер)
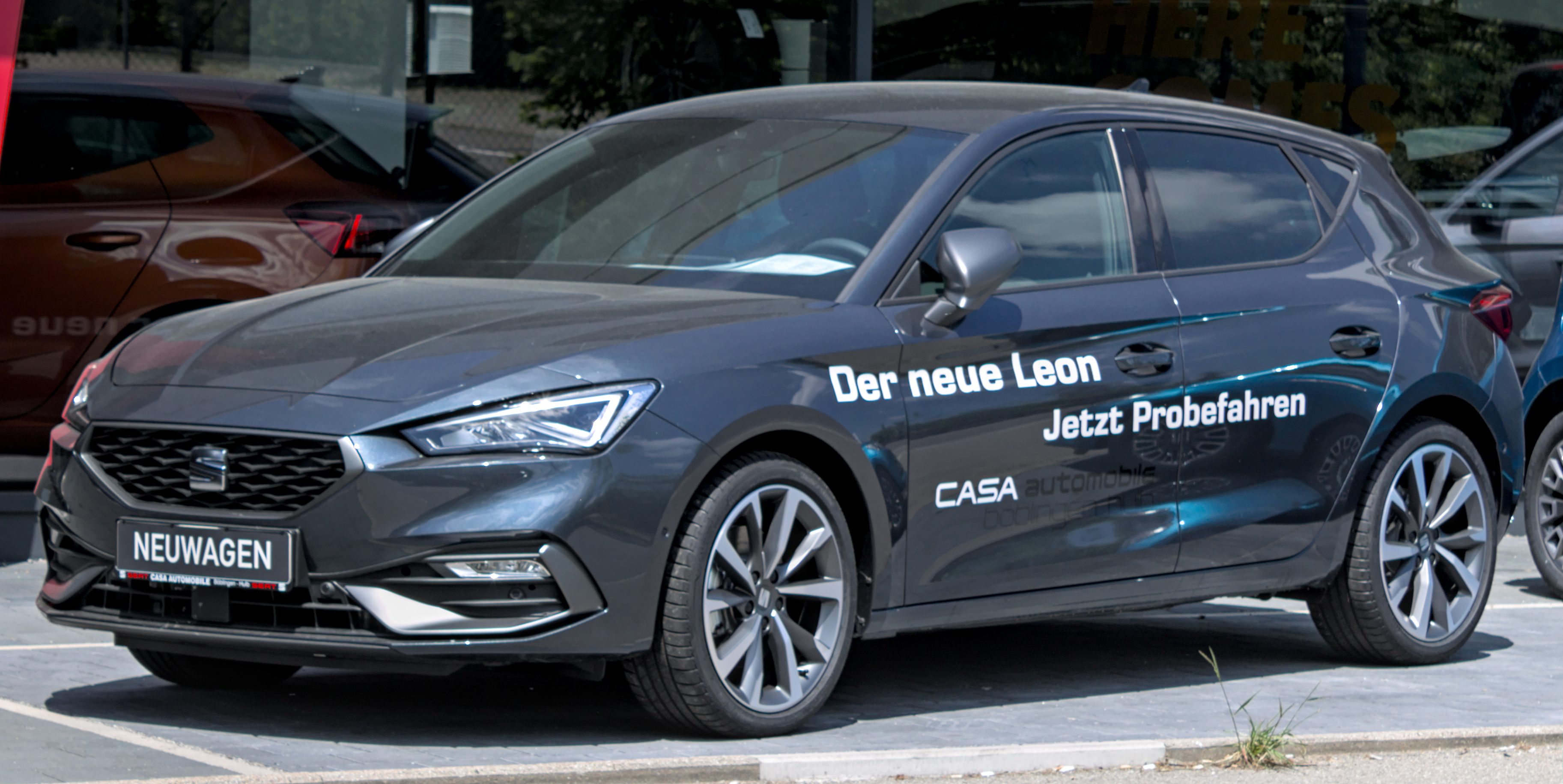
SEAT Leon
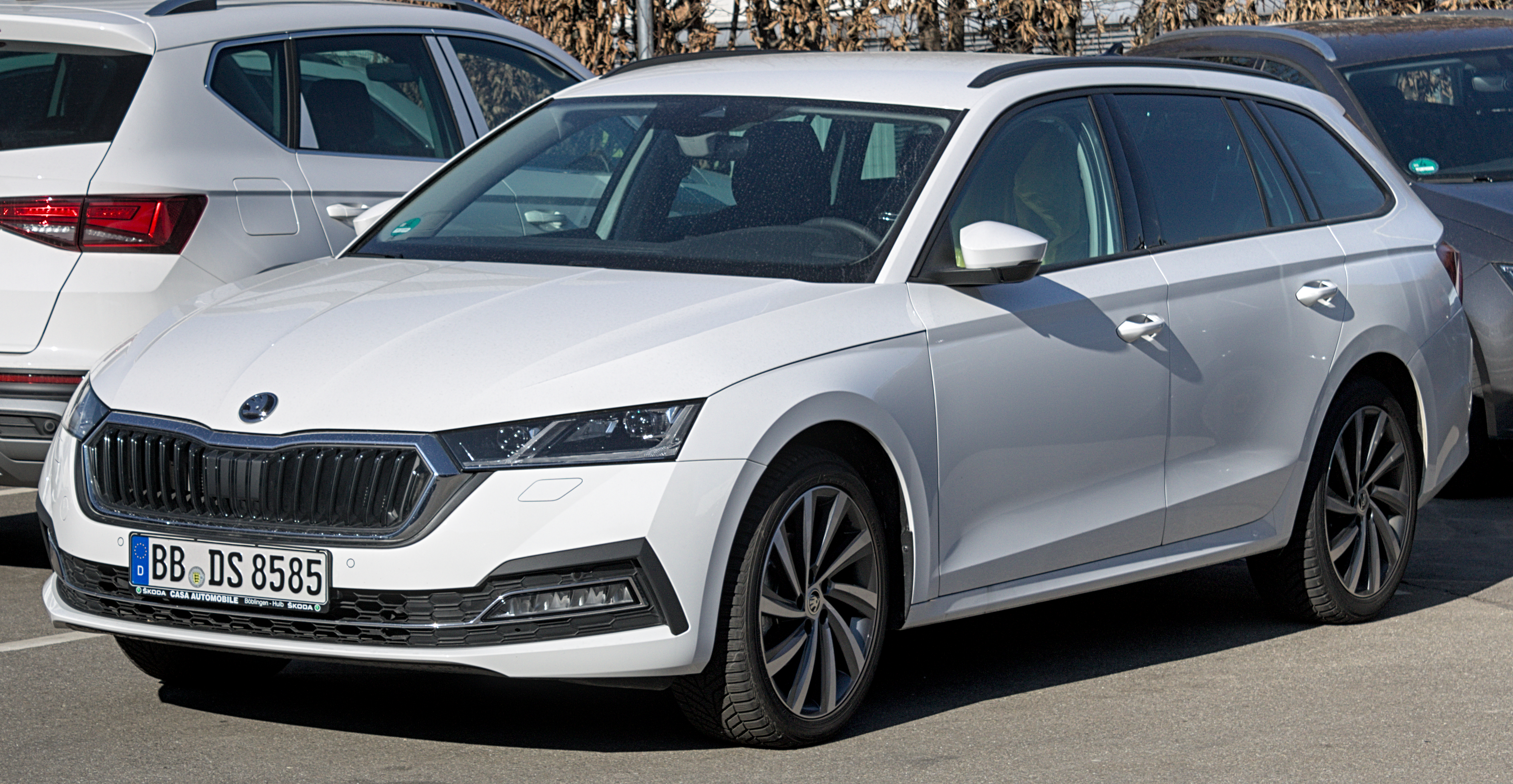
Škoda Octavia

- Ford Tourneo Connect Mk3 (2022–тепер)[52]
- Ford Tourneo Custom Mk2 (2023–тепер)
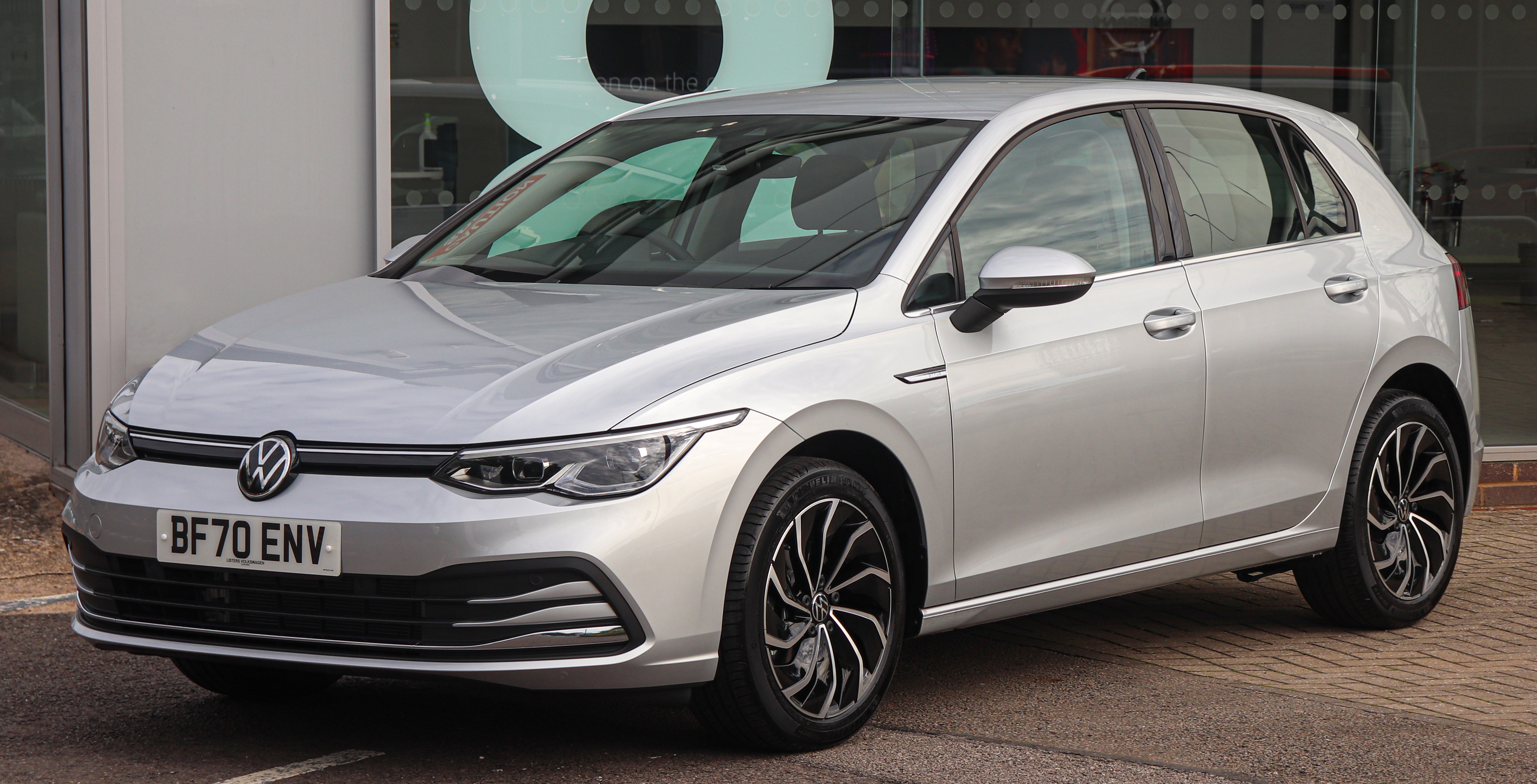
Volkswagen Lamando L (2022–по теперішній час)

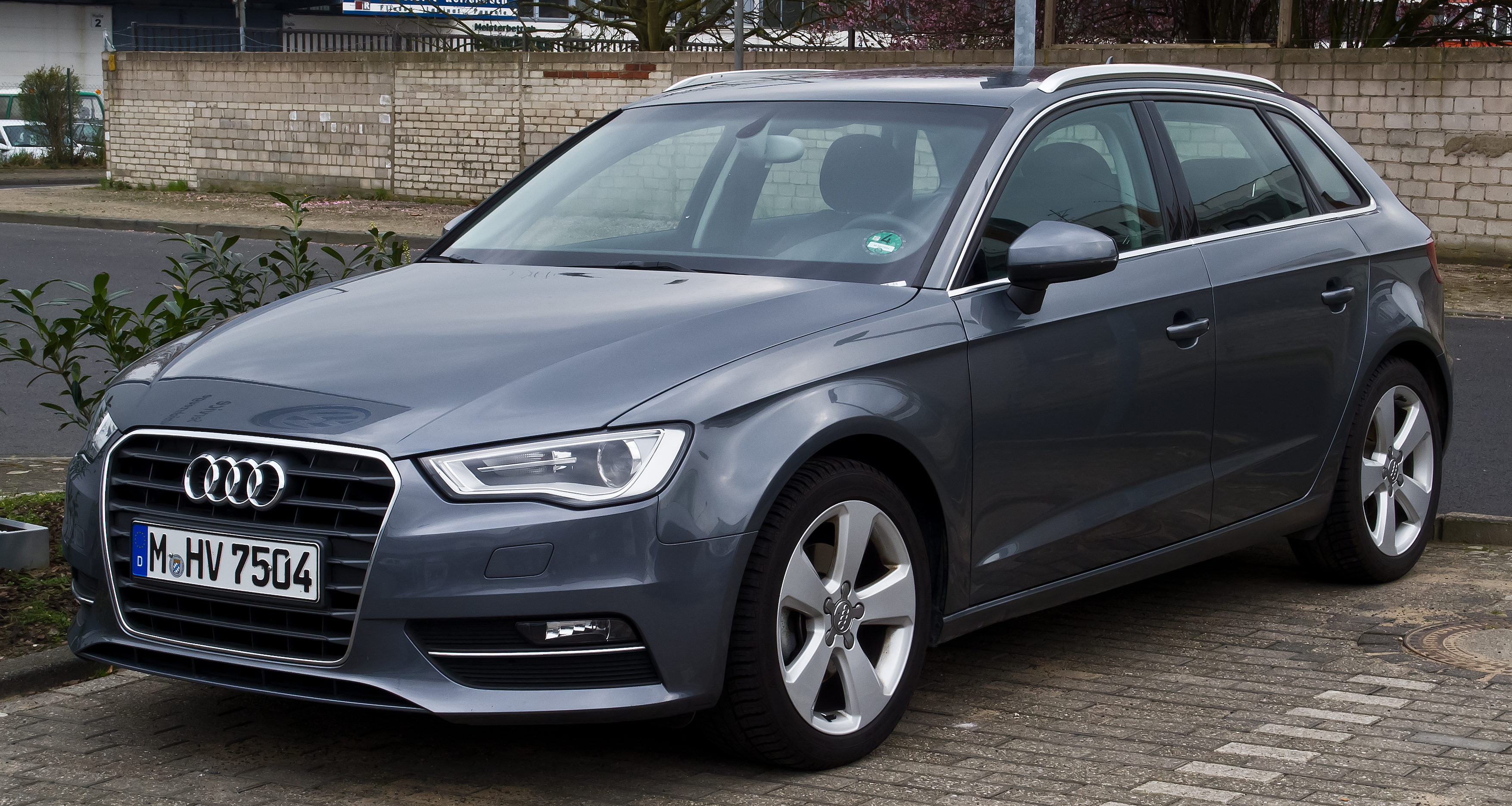
Audi A3
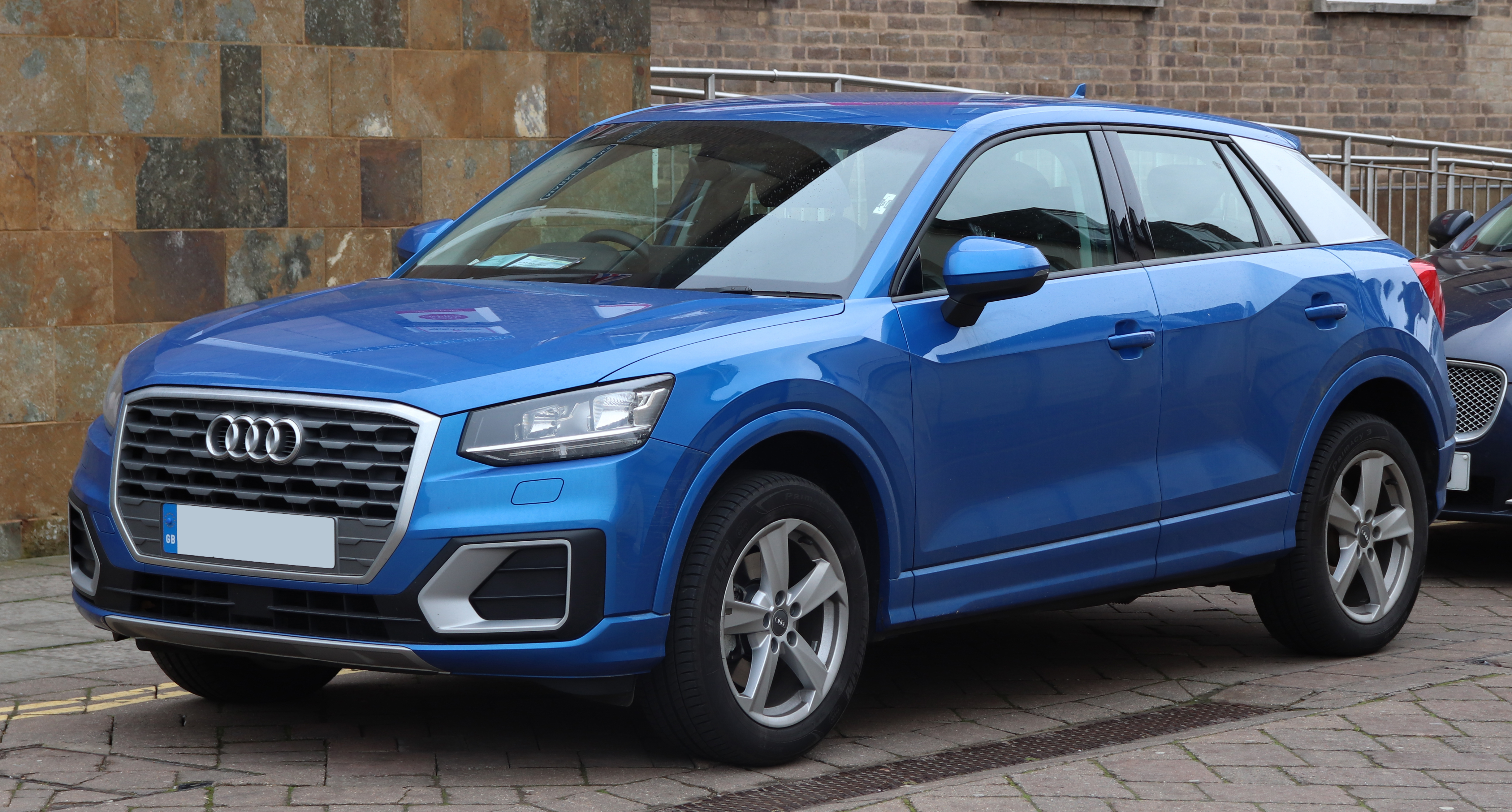
Cupra Formentor
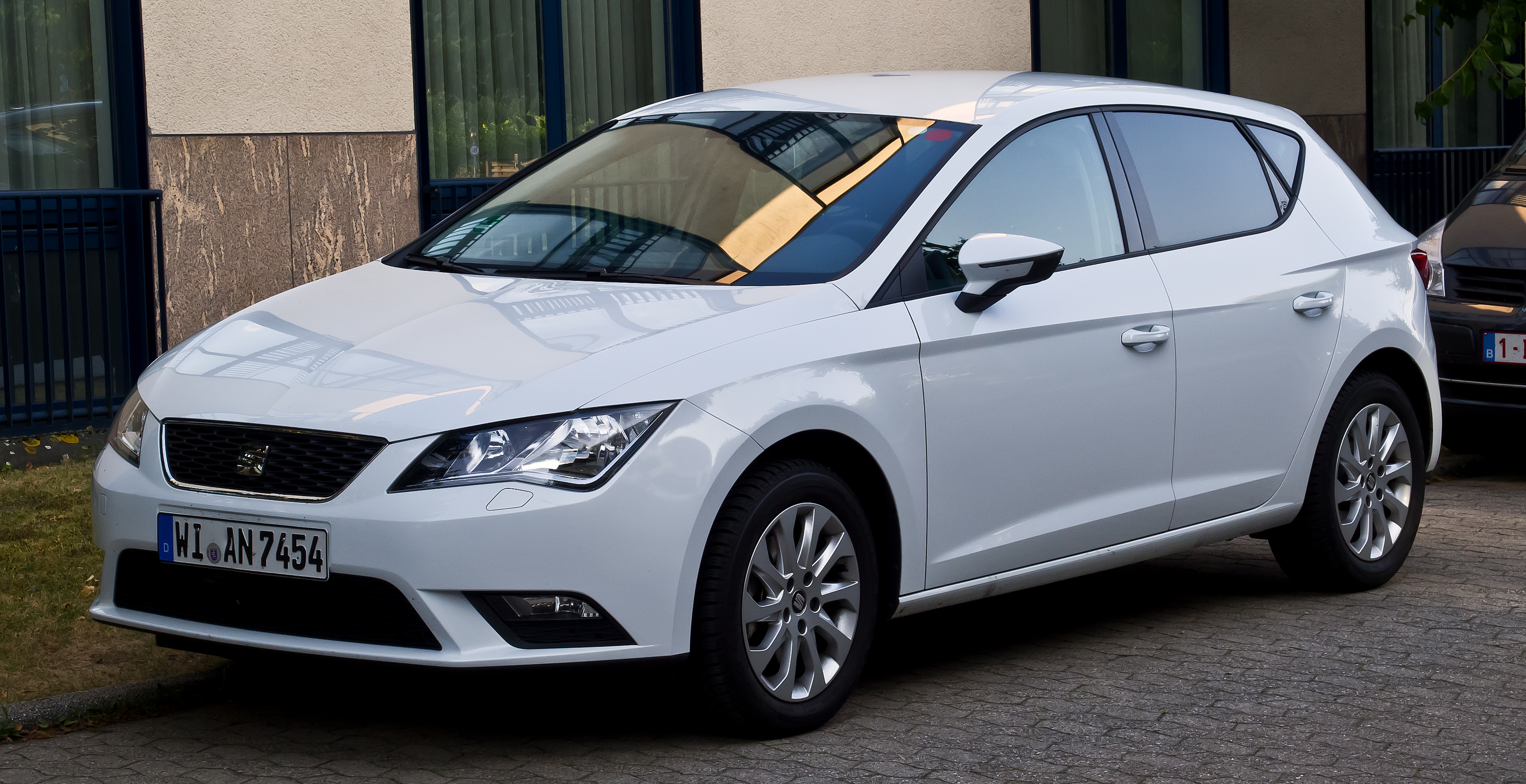
SEAT Leon
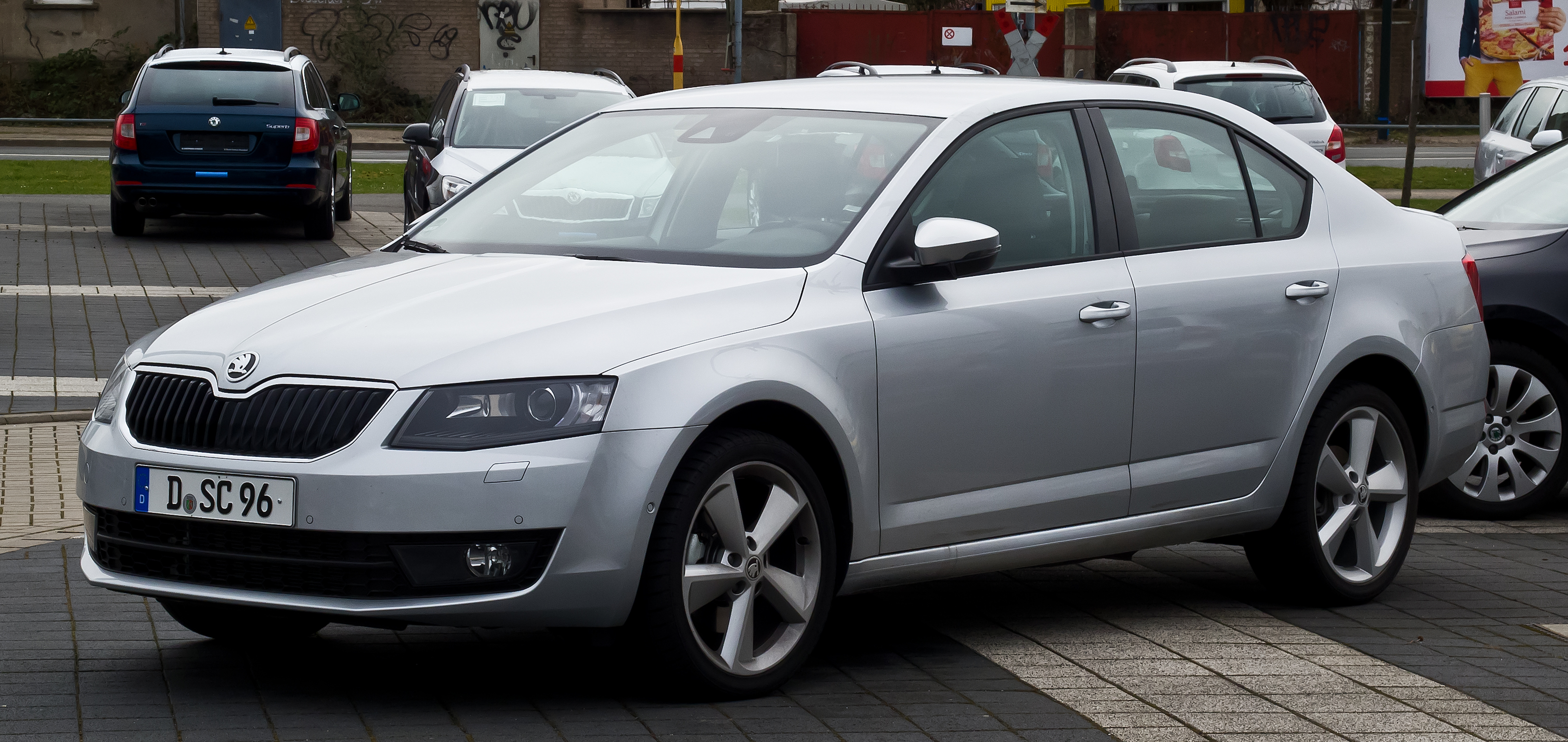
Škoda Octavia
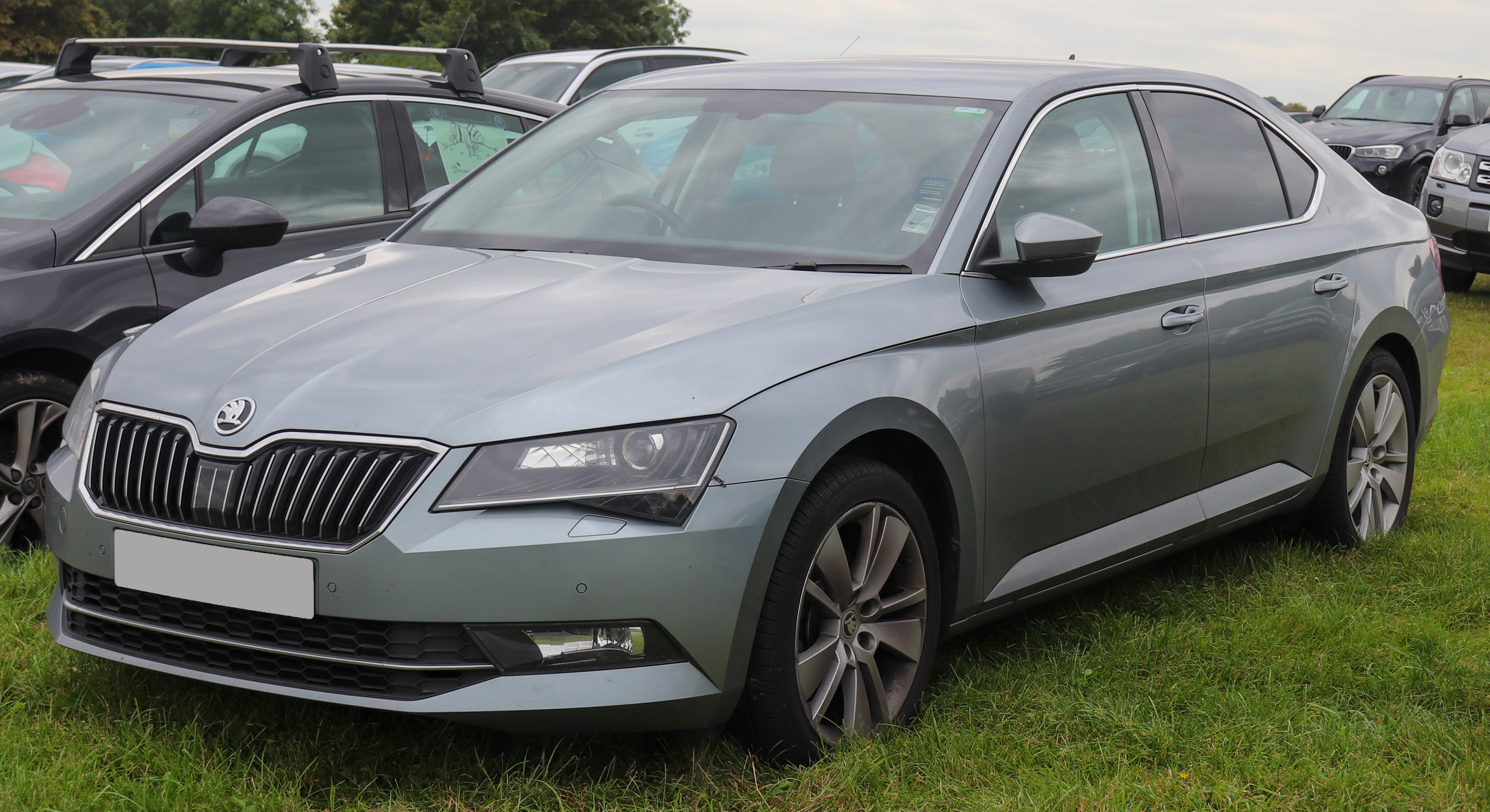
Škoda Superb
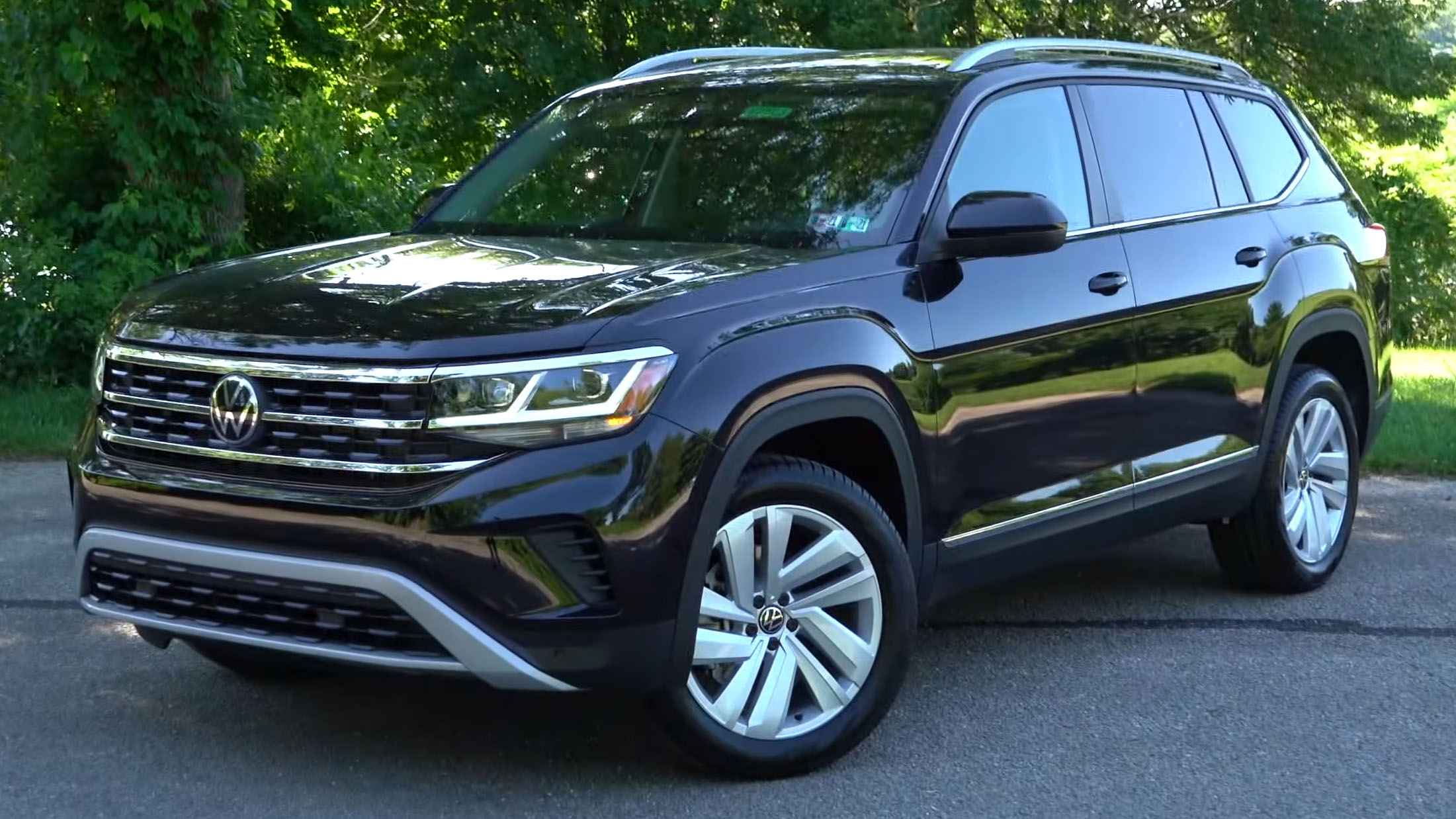
Volkswagen Golf
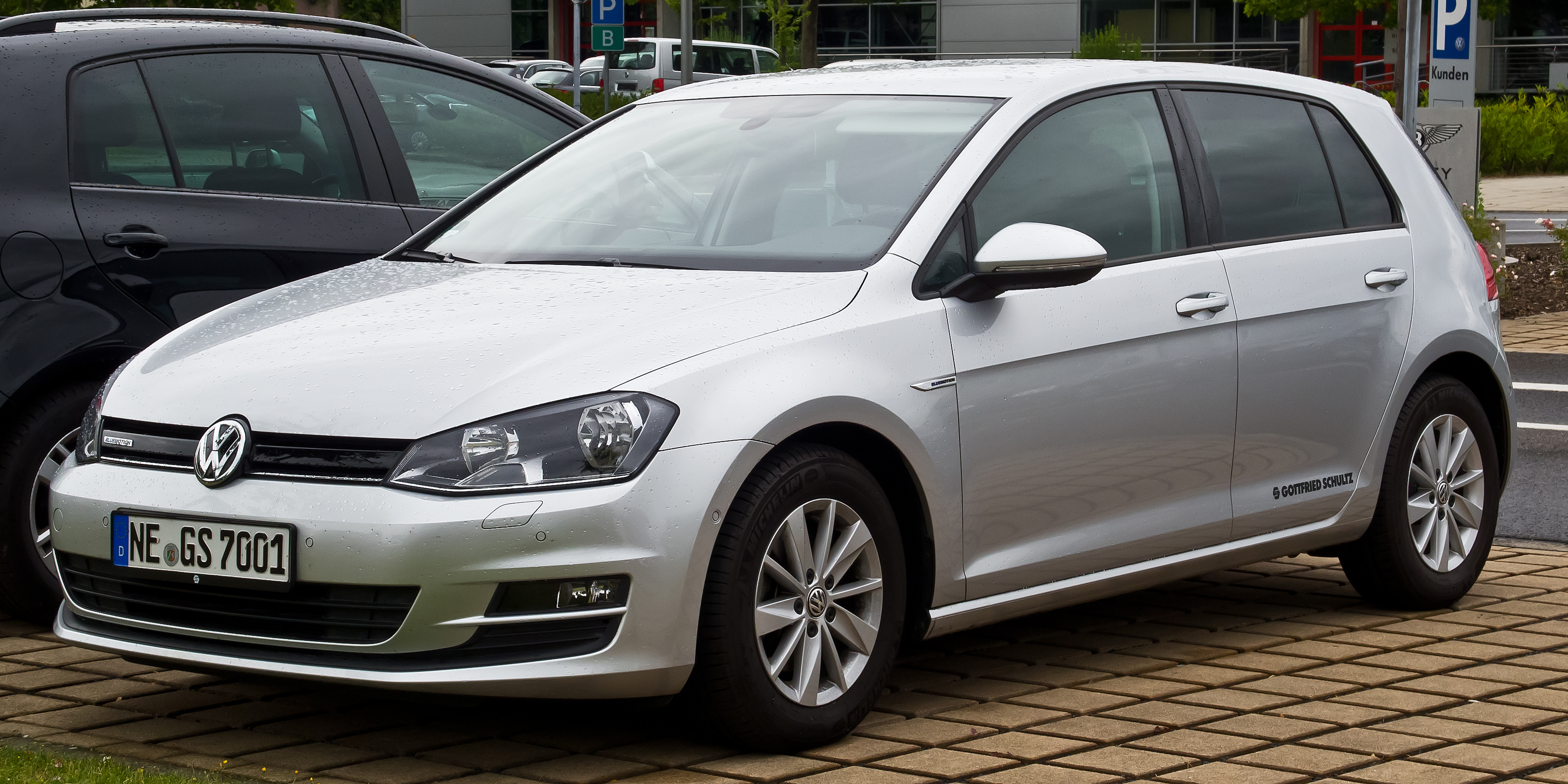
Volkswagen Golf
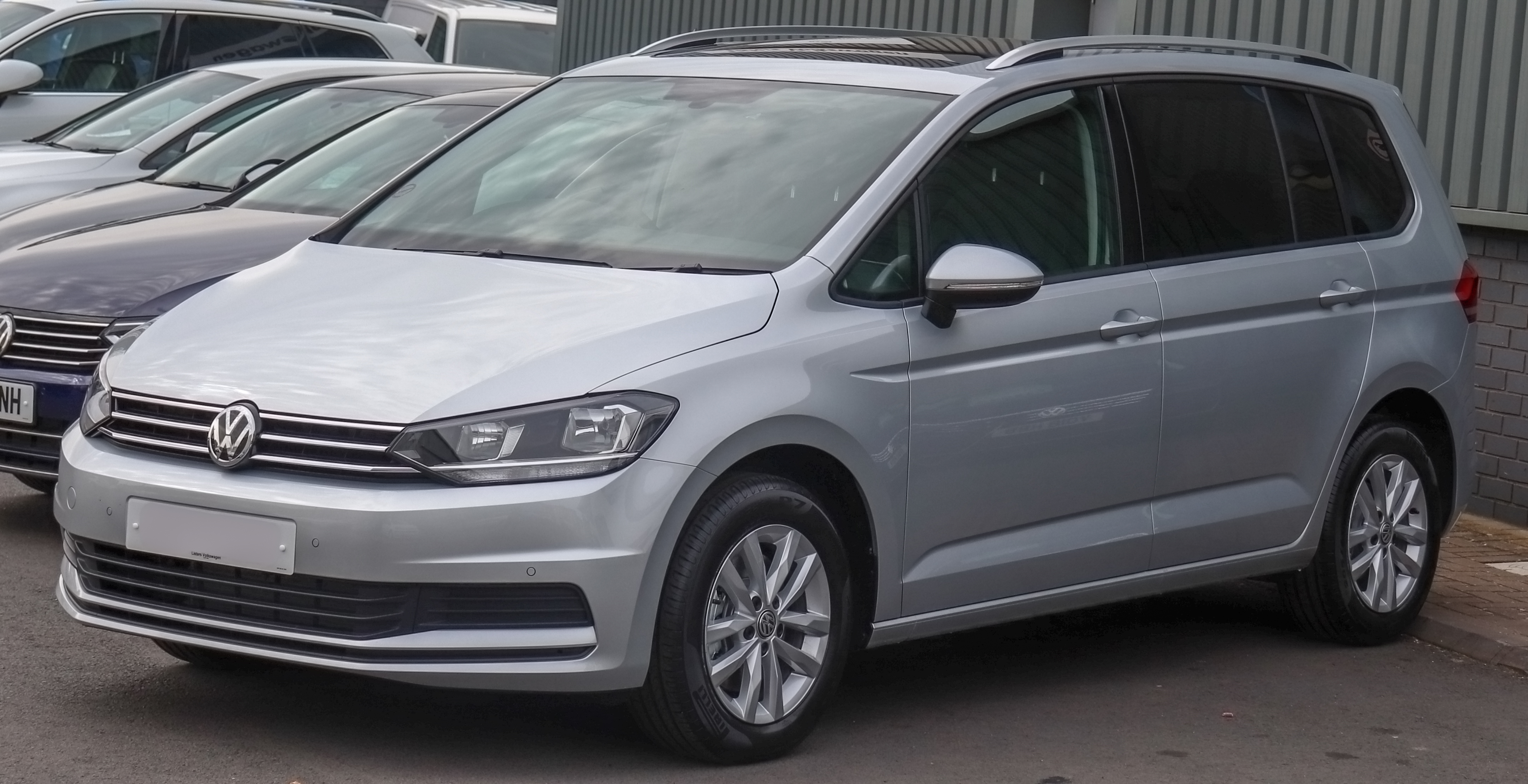
Volkswagen Touran
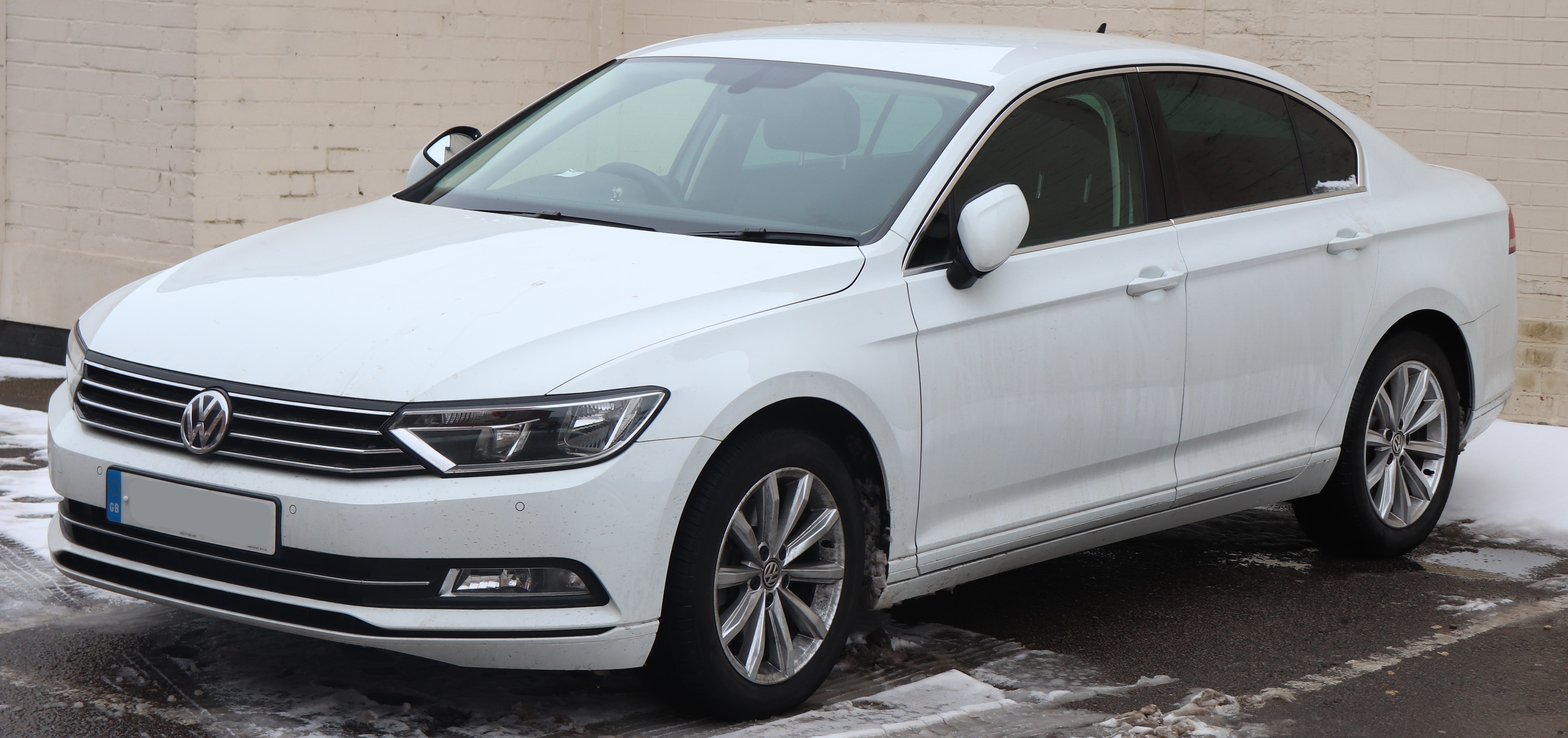
Volkswagen Passat

## Дивись також
- Платформа Volkswagen Group A0
- Платформа Volkswagen Group MLB
- Платформа Volkswagen Group MSB
- Платформа Volkswagen Group MEB
- Платформа Volkswagen Group New Small Family